# Chevrolet Suburban
Suburban é um utilitário esportivo de grande porte da Chevrolet. O início de sua produção ocorreu em 1935, sendo considerado o veículo mais antigo em produção no mundo.
Trata-se de um veículo muito tradicional nos Estados Unidos: um veículo grande, bastante espaçoso, com três fileiras de bancos (8 lugares) e confortável, voltado para grandes viagens em estradas podendo, inclusive, puxar grandes reboques sem dificuldades e sem perda de conforto, graças ao seu motor V8. Por essas qualidades, a Suburban tornou-se um produto bastante rentável para a GM, bem como interessante para o consumidor devido à sua baixa depreciação no mercado de usados.
No Brasil, a Chevrolet Suburban deu origem à lendária Chevrolet Veraneio em suas duas gerações. A Veraneio foi produzida de 1964 a 1994.
A General Motors também produz sobre a mesma plataforma da Suburban outros SUVs full size: a Cadillac Escalade e a GMC Yukon XL, veículos com as mesmas características, embora com desenhos diferenciados.
O Suburban é vendido nos Estados Unidos (incluindo os territórios insulares), Canadá, América Central, Chile, México, Myanmar, Laos, Angola, Filipinas e Oriente Médio (exceto Israel), enquanto o Yukon XL é vendido apenas na América do Norte (Estados Unidos e Canadá) e territórios do Oriente Médio (exceto Israel).
Em dezembro de 2019, a Câmara de Comércio de Hollywood revelou uma estrela da Calçada da Fama de Hollywood para o Suburban, observando que o Suburban esteve em 1.750 filmes e programas de TV desde 1952.

## História
Várias empresas automobilísticas nos Estados Unidos usaram a designação "Suburban" para indicar um carro tipo janela, tipo station wagon, em uma estrutura comercial incluindo DeSoto, Dodge, Plymouth, Studebaker, Nash, Chevrolet e GMC. O nome (Westchester) Suburban era, na verdade, uma marca registrada da US Body and Forging Co. de Tell City, Indiana, que construía carrocerias de madeira para todos esses chassis de automóveis e caminhões leves e muito mais.
Chevrolet começou a produção do seu todo-aço "transporte-suburbano" em 1935. A GMC lançou sua versão em 1937. Esses veículos também eram conhecidos como "Suburban Carryall", até que a GM encurtou o nome para "Suburban". O equivalente da GMC ao modelo Chevrolet foi originalmente chamado de "Suburban", até ser renomeado como "Yukon XL" para o ano de 2000.
Com o fim da produção do Dodge Town Wagon em 1966 e da perua Plymouth Fury Suburban em 1978, somente a General Motors continuou fabricando um veículo com a marca "Suburban", e a GM recebeu uma marca exclusiva em 1988. O Chevrolet Suburban é um dos maiores utilitários esportivos atualmente no mercado. Sobreviveu a veículos competitivos, como o International Harvester Travelall, o Jeep Wagoneer e o Ford Excursion. O mais recente concorrente é o Ford Expedition EL estendido, que substituiu a Excursion.
O Suburban de hoje é um SUV de tamanho Full-size, com três fileiras de assentos, uma estrutura de pick-up completa e motor V8. O Suburban tem a mesma altura e largura que o Chevrolet Tahoe, embora o Suburban tenha mais 20 polegadas (510 mm). O comprimento extra fornece uma área de carga de tamanho normal atrás da área de 9 passageiros. De 1973 a 2013, ele estava disponível nas versões de meia tonelada e 3/4 de tonelada, esta última descontinuada após o ano de 2013, mas foi revivida em 2015 como um veículo exclusivo para a frota para o modelo de 2016.
Nos últimos anos, o Suburban tem sido usado como um SUV da polícia, veículo do chefe dos bombeiros ou veículo EMS. Os suburban também são usados como limusines. Suburban pretos são comumente usados por serviços de inteligência federais, como o Serviço Secreto, por exemplo. O Serviço Secreto opera versões totalmente blindadas do Suburban para o Presidente dos Estados Unidos quando ele participa de compromissos menos formais.
No final da década de 1990, a GM também lançou uma versão RHD do Suburban, com o nome de Holden, para o mercado australiano. As vendas foram baixas e a GM retirou o modelo em 2000 da linha de Holden.
Houve doze gerações de subúrbios da Chevrolet desde sua estréia em 1935, o mais recente (modelo de 2015) entrou em showrooms em fevereiro de 2014. Em 2015, a Chevrolet comemorou o 80º aniversário da Suburban com a fábrica de Arlington Assembly inaugurando 10 milhões de veículo construído na instalação desde a inauguração em 1954, um Suburban LTZ 2015 preto. Isto marcou a segunda vez na história do Suburban que alcançou esta honra, como o décimo Suburban de geração de 2011 também foi o 9 milhões de veículo construído lá.
Um estudo do iSeeCars.com de 2018 identificou o Chevrolet Suburban como o carro que é mais utilizado a cada ano. Um estudo do iSeeCars.com de 2019 classificou o Chevrolet Suburban como o segundo veículo de maior durabilidade.
Em um artigo de 26 de fevereiro de 2018 comemorando o 83º ano do veículo, Car and Driver observa que a longevidade do Suburban, seu apelo aos clientes em geral, independentemente de raça, sexo, classe ou afiliação política. e uma lealdade única ao SUV. Em entrevista ao executivo de marketing de caminhão / SUV da Chevrolet, Sandor Piszar, que lembra de um evento comemorando o 100º aniversário da divisão de caminhões quando perguntado sobre o que chamaram de seus veículos: "É uma pergunta engraçada, mas é um ponto intrigante", diz Piszar. “As pessoas dizem o que amam. E eles amam seus suburbans.”

## Primeira Geração(1935–1940)

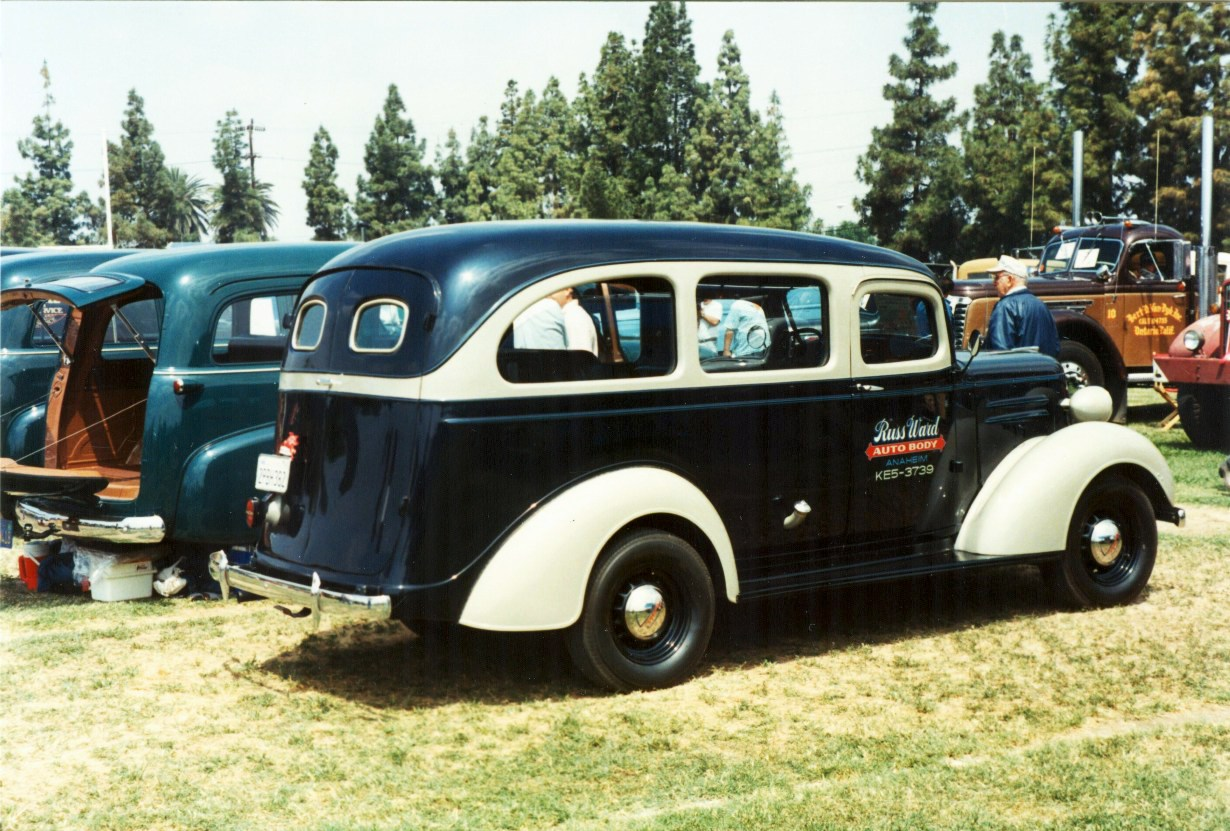
Chevrolet Carryall Suburban 1937

Antes desta primeira geração Suburban, em 1933, a Chevrolet tinha oferecido um station wagon, construído sobre o quadro de caminhão de 1/2 tonelada. Este modelo foi construído especificamente para as unidades da Guarda Nacional e do Corpo Civil de Conservação. Grande parte do corpo foi construída em madeira e podia acomodar até oito ocupantes.
O modelo de primeira geração propriamente dito foi oferecido pela Chevrolet como um "Carryall Suburban" - um transportador de carga resistente e seguro, com um corpo de station wagon no chassi de um caminhão pequeno. Com foco na funcionalidade, o conceito era literalmente "transportar tudo": toda a família e seus equipamentos deveriam encontrar espaço suficiente em um caminhão. O assento para até oito ocupantes estava disponível, com três na fila da frente, dois na fila do meio e três na fileira de trás. As portas do painel traseiro com dobradiças laterais ou a janela traseira da bagageira podem ser selecionadas para acesso à área de carga.
A capacidade de carga de meia tonelada não parece grande coisa para os dias de hoje, mas em 1933 a realidade era de motores pouco potentes e sistemas de suspensão mais frágeis, fazendo com que os carros carregassem, em geral, menos peso.
O termo Carryall (carrega tudo) era deixava claro que o veículo foi criado para atender uma demanda específica para este tipo de carro, notadamente a Guarda Nacional americana e programas do New Deal para lidar com os efeitos ainda vigentes da crise de 1929, como o Civilian Conservation Corps (Corporação de Conservação Civil).
Eram entidades que precisavam de flexibilidade para transportar tanto passageiros como carga. Os bancos removíveis faziam com que o carro se adaptasse a ambos os usos, algo similar à Kombi quando fez sucesso no Brasil.

### 1936
No ano de 1936 foram introduzidos os freios hidráulicos. Um ano depois, foi introduzido um novo sistema de segurança, A potencia do carro cresce para 79 cv e o visual ganha detalhes de Art Decô.

### 1937
Em 1937 ganhava as ruas uma versão da GMC.

### 1940
Já no ano de 1940, foram introduzidos faróis selados que melhoravam (muito) a visibilidade.

## Segunda Geração (1941–1946)

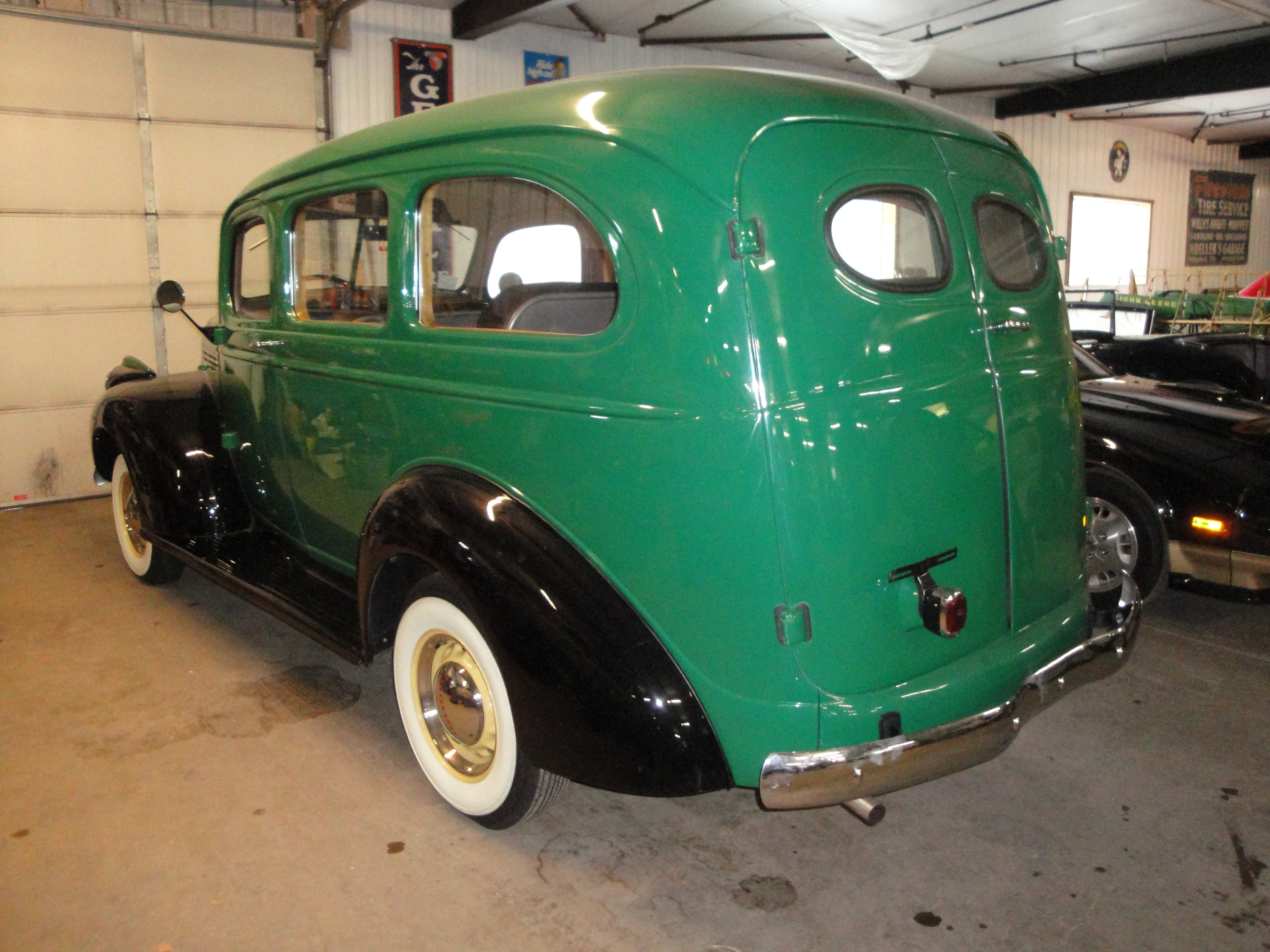
1941–1947 AK series Chevrolet Suburban

Os suburbans foram construídos nos anos de 1941, 1942 e 1946. Também foi produzido durante a guerra como um veículo de transporte militar. Lugares para até oito ocupantes estavam disponíveis. Modelos com portas do painel traseiro foram designados "3106", enquanto aqueles com portas traseiras foram designados "3116". As versões da Chevrolet estavam equipadas com um motor de 6 cilindros de 216 polegadas cúbicas. A versão do GMC foi equipada com um motor de 6 cilindros e 228 polegadas cúbicas. Compartilhou muito de seus mecanismos com os caminhões da série AK.

### Design
O visual do Suburban ficou mais caprichado e encorpado. Na frente o destaque era a grande grade cromada de frisos verticais. No capô aparecia outra, menor e de frisos horizontais. Os faróis vinham redesenhados, ganhando um formato de gota. A lateral era discreta, com três janelas, e a traseira vertical trazia lanternas diminutas. Apenas na versão GMC, o motor de 228 pol (3,75 Litros), desenvolvido a partir do Chevrolet "Stovebolt" de 216 pol (3,6 Litros), produzia 93 cv. Por dentro o ambiente austero podia receber os mesmos oito ocupantes.

## Terceira Geração(1947–1954)

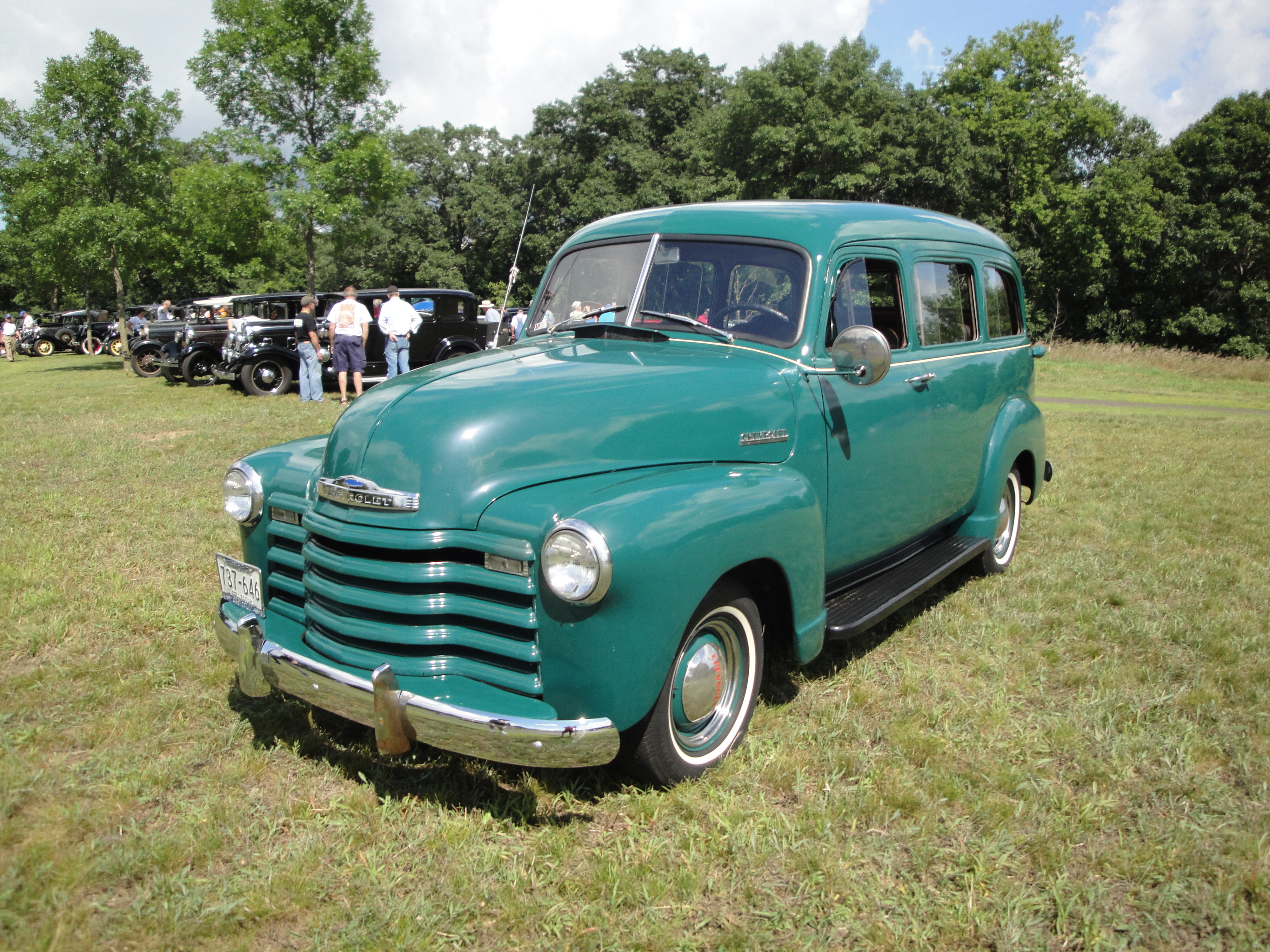
Chevrolet Suburban 1952

Em 1947 uma nova carroceria estreava. Bem mais encorpada, os volumes estavam mais unidos. O capô ficava mais largo e os para-lamas vinham mais alto e integrados ao desenho. Os faróis circulares, um de cada lado, não estavam mais separados da carroceria.

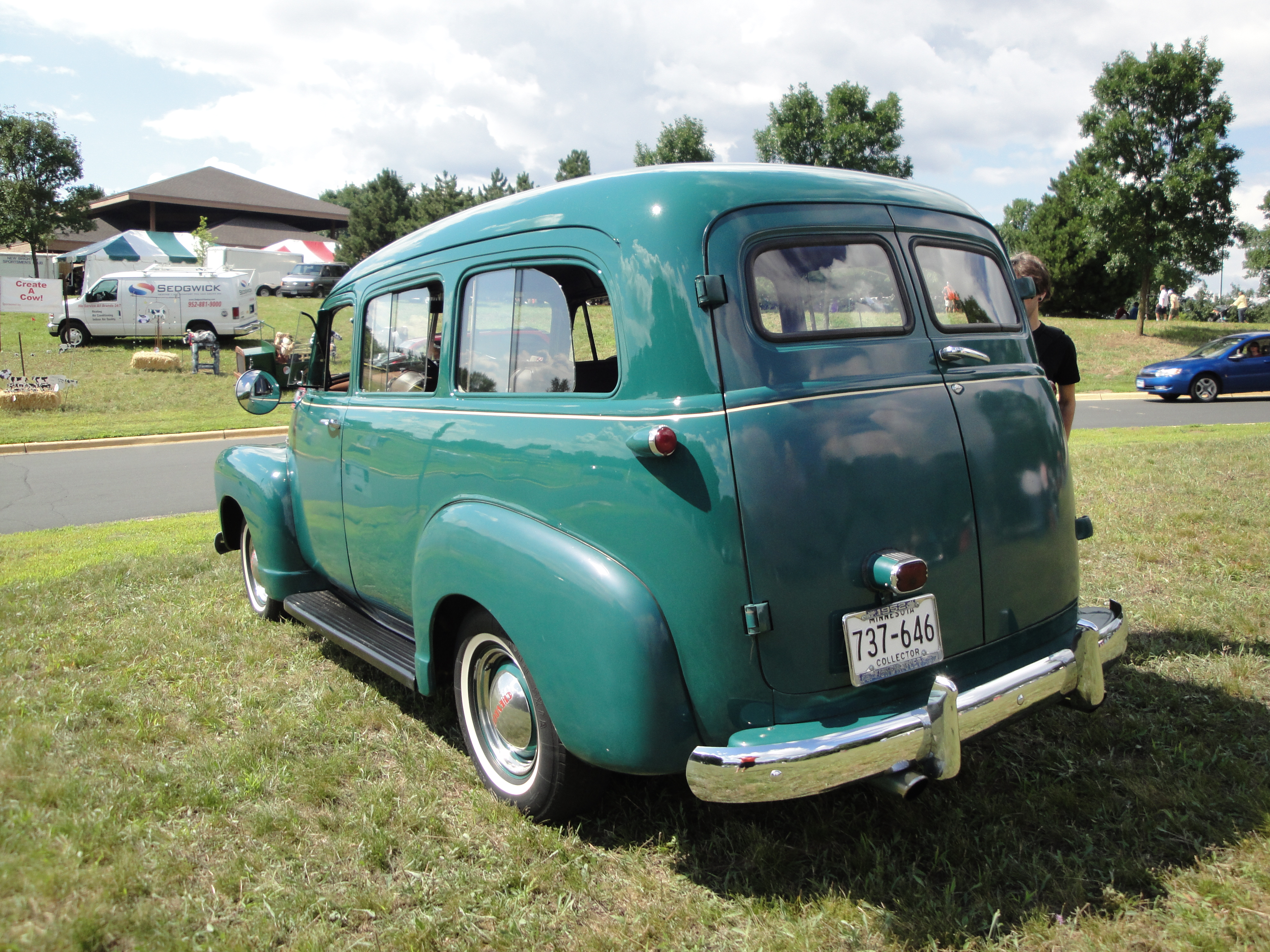
Chevrolet Suburban 1952

A partir de 1953, a transmissão automática Hydra-Matic de 4 velocidades estava disponível nos modelos GMC e no modelo 1954 da Chevrolet Suburbans. Modelos com portas do painel traseiro foram designados "3106", enquanto aqueles com portas traseiras foram designados "3116". Em 1952, o Suburban veio com uma porta traseira ou portas de painel. O banco da frente estava partido, com dois assentos no lado do motorista e um assento no lado do passageiro, que deslizava para a frente para acesso às duas filas de assentos traseiros. A segunda fileira era um assento de "2/3", exigindo que os ocupantes passassem pelo banco do passageiro da frente, assim como os assentos da segunda fileira para acessar a terceira fileira.
Esta foi a última série a apresentar modelos "Canopy express".
O design do Suburban de 1947 inspiraria o design do Chevrolet HHR mais de meio século depois.

## Quarta Geração (1955–1959)
Em 1955, com a nova geração o desenho do utilitário mudava bastante, ganhando sempre os tons da época. Ainda mais integrados, os para-lamas agora criavam um ombro discreto que percorria toda a lateral. Os faróis circulares ficavam embutidos em uma espécie de "pestana" e logo abaixo deles surgia a luz de direção. A grade, em formato trapezoidal, era quadriculada e o capô tinha um ressalto pronunciado. O para-brisa agora era uma peça única, com as laterais curvas, o que forçava um desenho recuado das colunas e das portas. Era o estilo básico que teríamos na picape brasileira 3100, da Chevrolet Brasil.
O motor "Stovebolt" de seis cilindros entregava 112 cv. crescendo para 235,5 pol (3,9 Litros). mas a versão GMC novamente corria por fora com 125 cv extraídos de uma unidade da própria marca de 249 pol (4,1 Litros). Nessa época surgia também o primeiro propulsor V8 da marca, o bloco pequeno de 265 pol (4,3 Litros). A versão mais potente entregava 180 cv, mas no GMC o rendimento era menor para privilegiar o torque em baixa. Dois anos depois da apresentação da linha chegava também a aguardada opção de tração nas quatro rodas, muito útil nesse tipo de veículo.

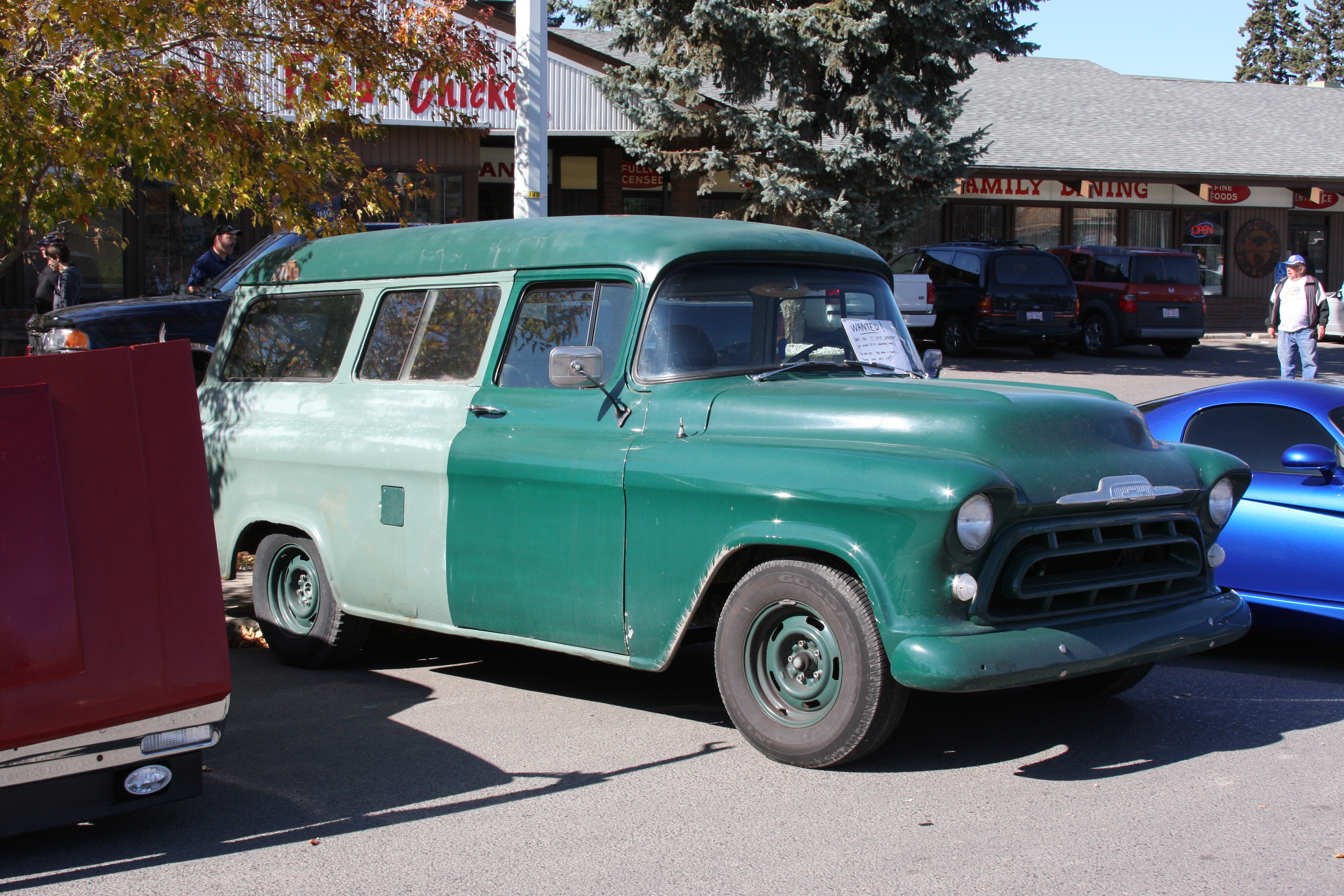
1957 Chevrolet Suburban

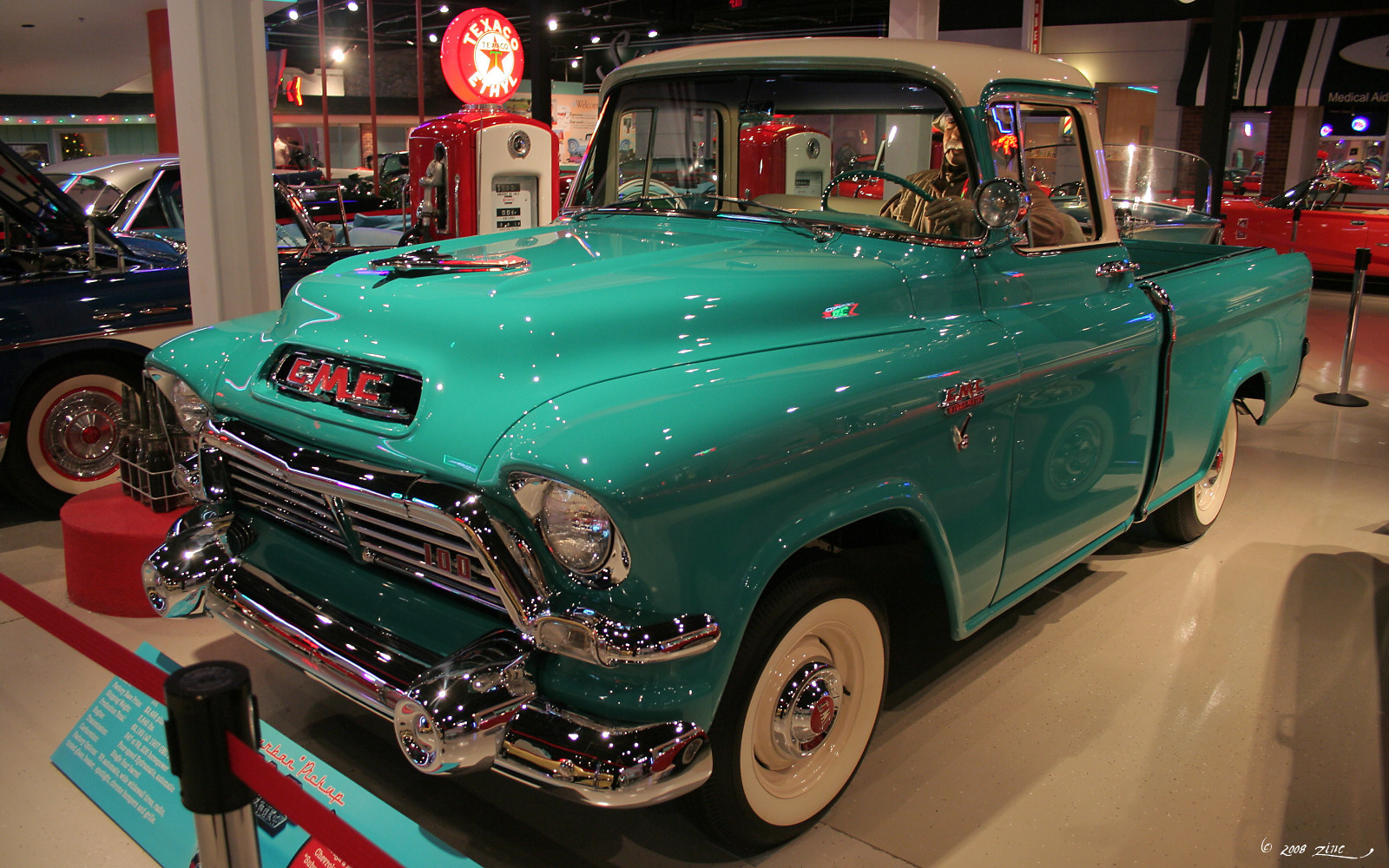
GMC Suburban Carrier

## Quinta Geração (1960–1966)

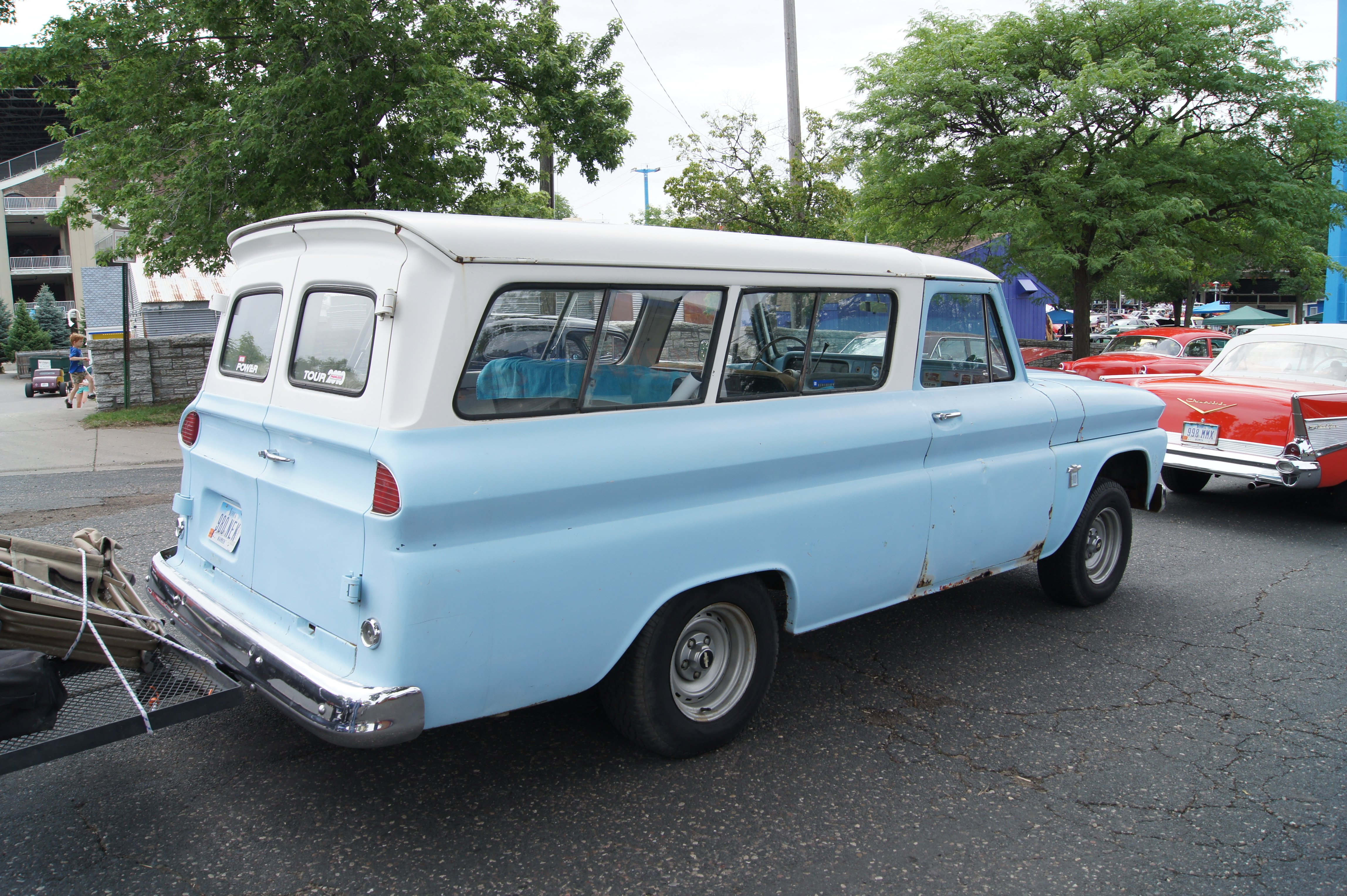
Chevrolet Suburban 1964

Em 1960 o desenho do grande utilitário da GM mudava novamente. As linhas começavam a ficar mais retas. Na frente chamava atenção a opção de faróis circulares duplos, com uma moldura cromada e ligados entre si por uma larga barra também cromada. O capô era visivelmente separado do conjunto e trazia nele as luzes de direção, além de marcar um vinco nas laterais. O para-brisa estava mais plano e o conforto crescia com a adoção de molas helicoidais na suspensão dianteira, além de melhor acabamento interno. Até mesmo ar-condicionado passava a constar no catálogo, uma mostra de que o carro poderia substituir as tradicionais peruas nas famílias norte-americanas.
Essa foi a primeira série C/K, onde C indicava a versão de tração traseira e K a versão integral -- padrão de denominação restrito à Chevrolet por cinco anos. Na GMC o motor era o V6 de 305 pol (5,0 Litros) e 150 cv, não compartilhado pela versão Chevrolet. Esta última adotava em 1963 duas novas opções de seis cilindros. mantendo a disposição em linha: de 230 pol (3,8 Litros) com 140 cv e de 292 pol (4,8 Litros) com 165 cv. Dois anos mais tarde era a vez do V8 de 327 pol (5,4 Litros) com expressivos 220 cv, enquanto um seis-em-linha de 250 pol (4,1 Litros, o mesmo que seria usado no Opala brasileiro) trazia 155 cv.
Esta série de modelos introduziu uma opção 4WD ("K") equipada de fábrica pela primeira vez. Os modelos 2WD ("C") introduziram uma suspensão dianteira independente baseada na barra de torção e braço traseiro e mola traseira em espiral, mas em 1963, retornaram a uma abordagem mais convencional de molas helicoidais.

### 1962
A partir de 1962, o estilo do capô era mais conservador, com capuzes que eliminavam as grandes portas.

### 1964
Em 1964, a área frontal de vidro foi atualizada para um para-brisa mais plano e vidro de porta maior. 1.150 lb (520 kg) de carga podem ser carregados.

## Sexta Geração (1967–1972)

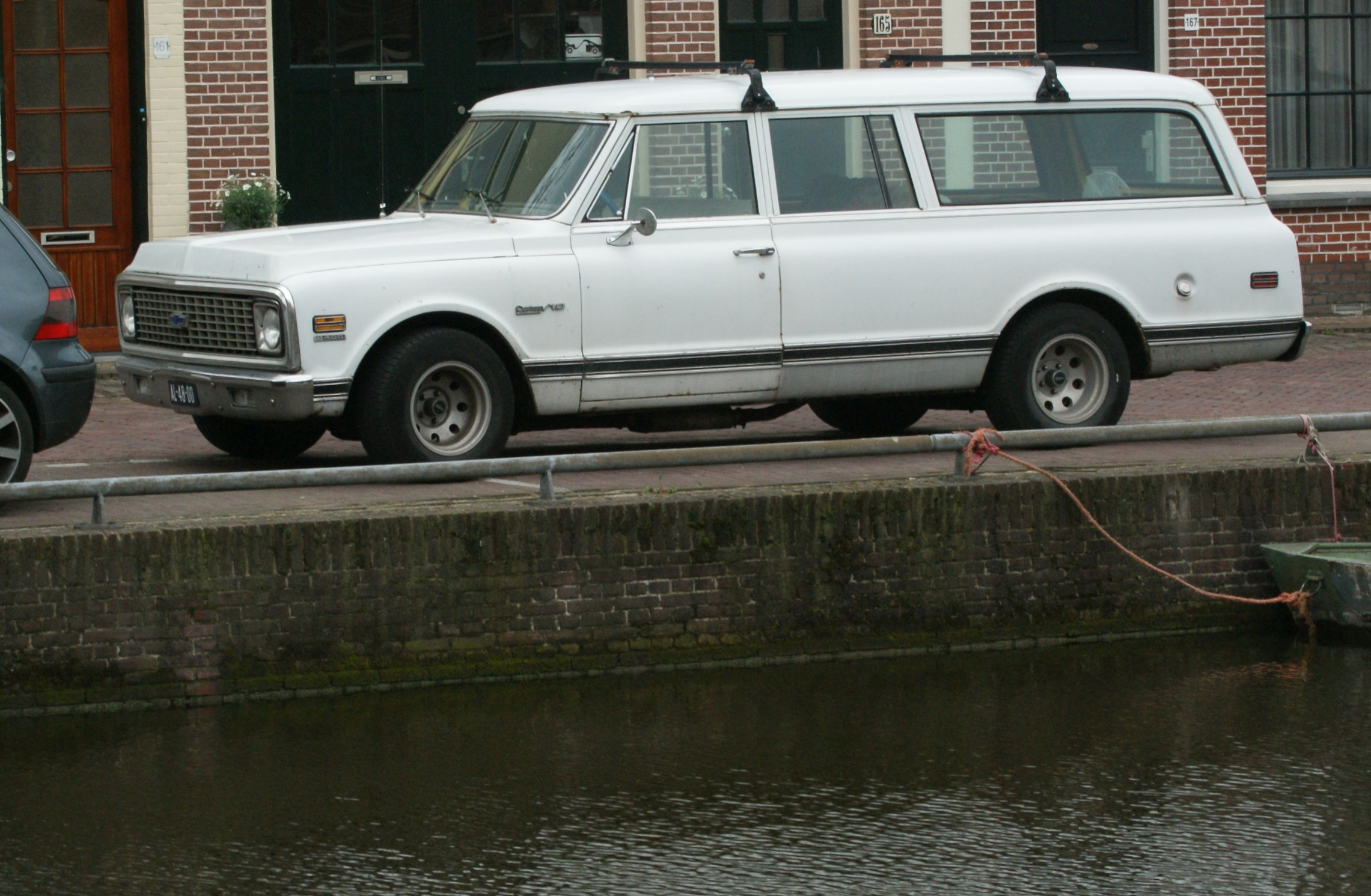
Chevy Suburban C10

A 6ª geração do Suburban apresentava três portas, com uma única porta do lado do motorista e duas no lado dos passageiros. No que se refere à segurança, o Carryall ganha um sistema de freios com duplo cilindro, para-brisa com cristal de segurança laminado mais grosso e direção com absorção de energia.

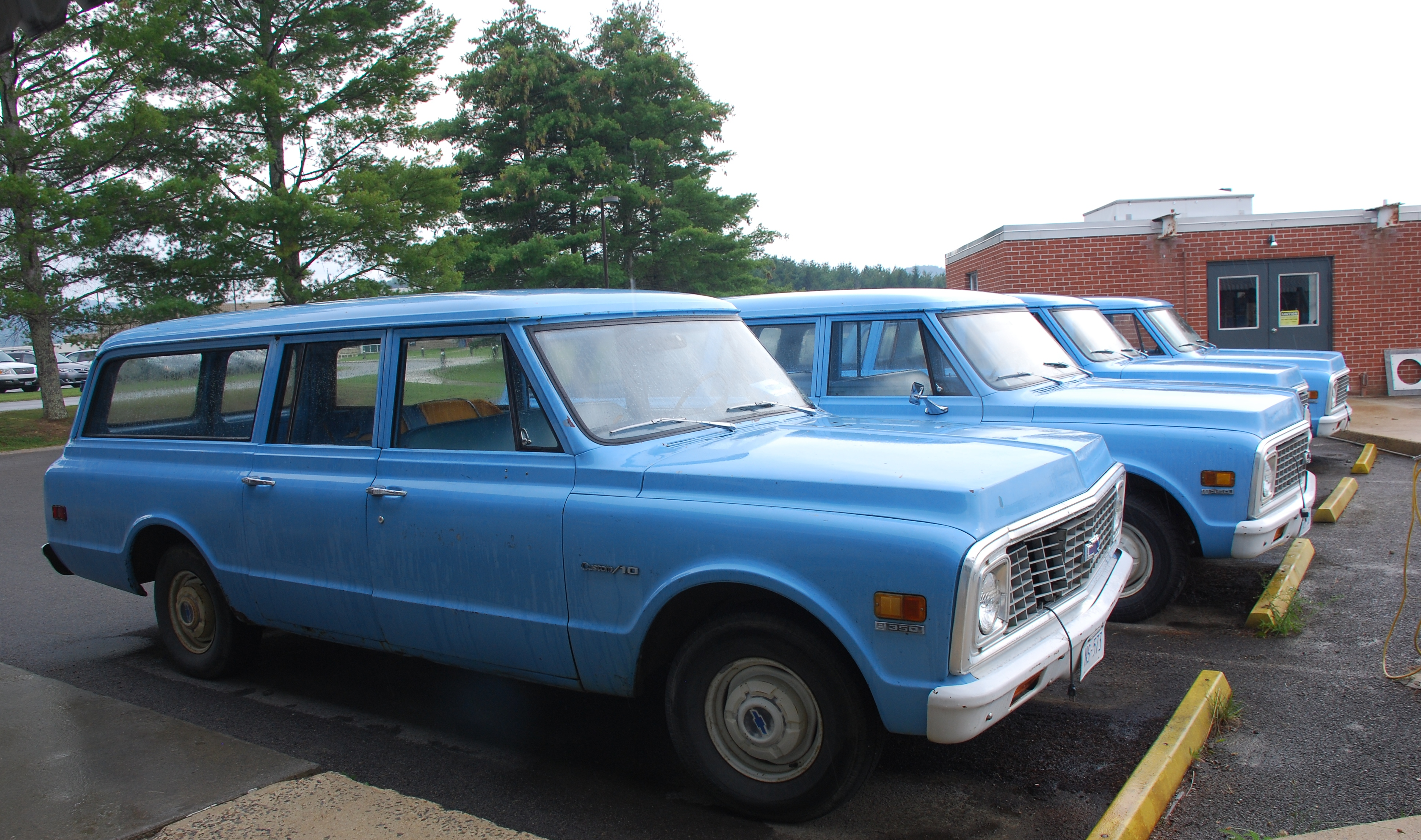
Chevy Suburban C10

Em 1967, o Suburban passava por outra reforma estética. O desenho básico estava mais discreto com uma dianteira menos exagerada. Os faróis circulares, um de cada lado eram ladeados por uma moldura e a grade quadriculada cromada tomava toda a extensão frontal. O capô estava mais baixo e a área envidraçada era um destaque. Uma particularidade era a presença de apenas uma segunda porta na lateral direita, dos passageiros, o que melhorava o acesso ao interior.
O porta-malas tinha a opção de receber dois tipos de abertura: a tradicional e a de duas portas laterais, como no carro de entregas do qual o Suburban se originou. Em 1968 os para-lamas ganhavam luzes de direção. de acordo com a nova lei governamental. Por dentro, o freio de estacionamento agora era acionado pelo pé.
Nos motores havia quatro opções de V8 no ano seguinte, três com cilindrada de 5,75 Litros (de 255 a 350 cv) e uma com 396 pol ou 6,5 Litros, 310 cv e um robusto torque. Também se tornou um veículo de tamanho maior também com a introdução do K5 Blazer que debutou em 1968 como modelo de 1969.
Esta série também seria a última a oferecer modelos de caminhonete C-10 e C-20 para fins comerciais, com 1970 como o último ano.
Os modelos de 1971 apresentavam freios a disco nas rodas dianteiras, e 1972 foi o último ano para suspensão traseira de molas helicoidais em modelos 2WD. 1972 também introduziu um alojamento menor para o ar condicionado do banco traseiro. O volante Comfort-Tilt tornou-se opcional em 1971.
Esta geração de Suburban coincidiu com o rápido crescimento do mercado de veículos deste porte. Enquanto cerca de 6.200 Suburban foram produzidos em 1967, em 1972 esse número havia crescido para cerca de 27.000.

### Chevrolet Veraneio (Brasil)

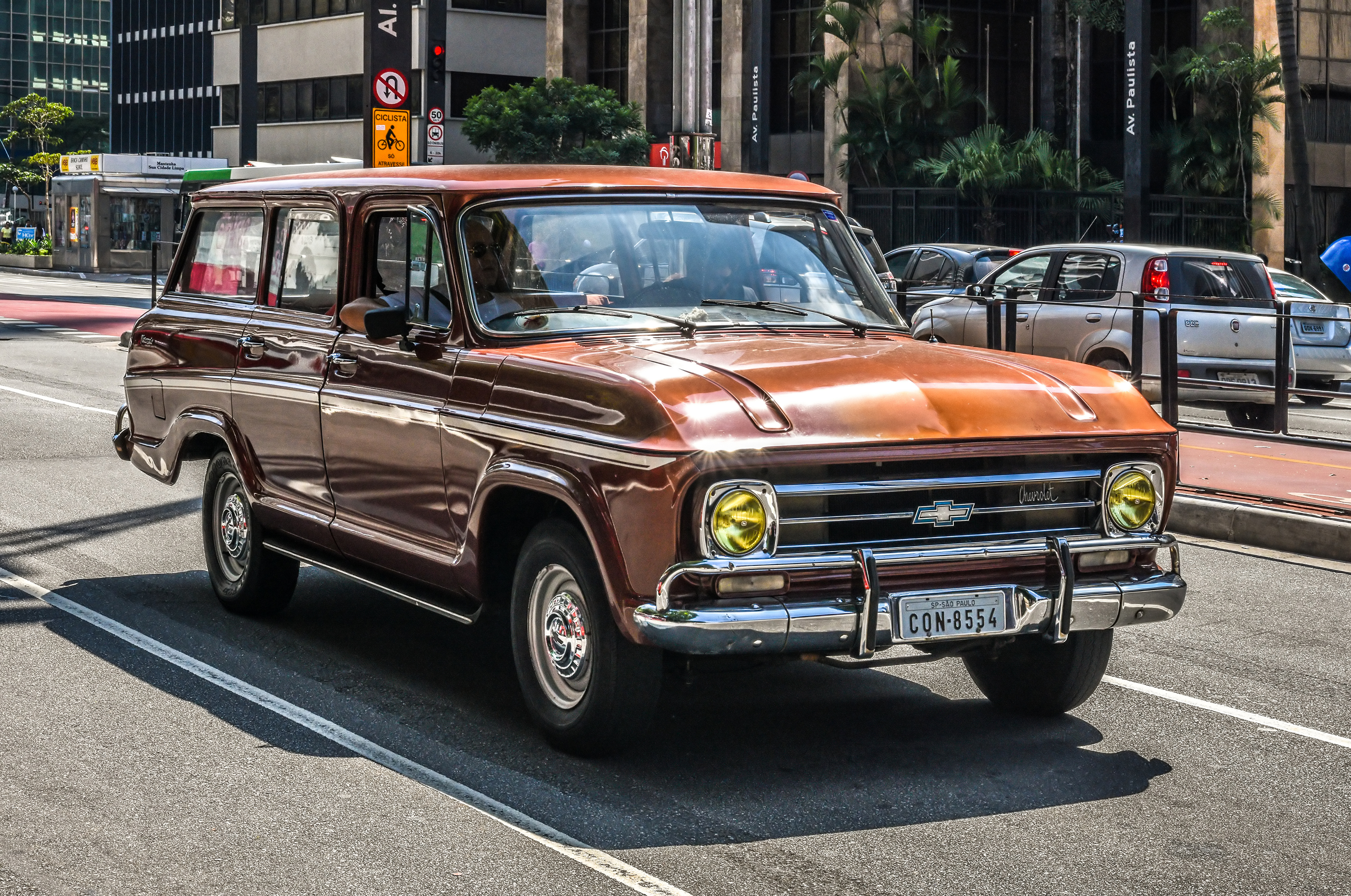
Chevrolet Veraneio

Em 1964, a Chevrolet no Brasil introduziu uma versão de 4 portas do Suburban chamado C-1416 (conhecido como Veraneio a partir de 1969). Foi baseado no Chevrolet C-14 brasileiro contemporâneo. Foi inicialmente equipado com um Chevrolet 4.2 L em linha seis baseado nos motores "Stovebolt" anteriores a 1962. Mais tarde, usou o motor de 4.1 litros e 250 litros do sedã brasileiro de tamanho médio da Chevrolet - o Opala. A versão original do Veraneio foi mantida em produção, com outra grade e interior, até 1988 (modelo de 1989), mas acabou sendo substituída por uma versão atualizada baseada na família da Série 20. A segunda geração de Veraneio foi produzida de 1989 a 1995.
Em 1997, a GM introduziu no Brasil as caminhonetes norte-americanas para o mercado local, substituindo a "Série C". A versão brasileira do Suburban também foi convertida para a geração atual na época e durou até 2001, foi chamada de Grand Blazer, um sucessor do Veraneio. O motor de 4.1 L em linha com 138 cv (103 kW) foi oferecido em ambos os modelos com opção turbodiesel MWM de 4,2 L com 168 cv (125 kW).
Em 2015, a Autoweek classificou a Veraneio em quarto lugar entre os station wagons da Chevrolet que a América nunca conseguiu. Ele também citou o design do veículo como "barroco" e resumiu-o como "É um crossover brasileiro dos anos 1960". Autoweek observa que o Veraneio pode ser importado para os Estados Unidos, dependendo da condição do veículo.

## Setima Geração (1973–1991)

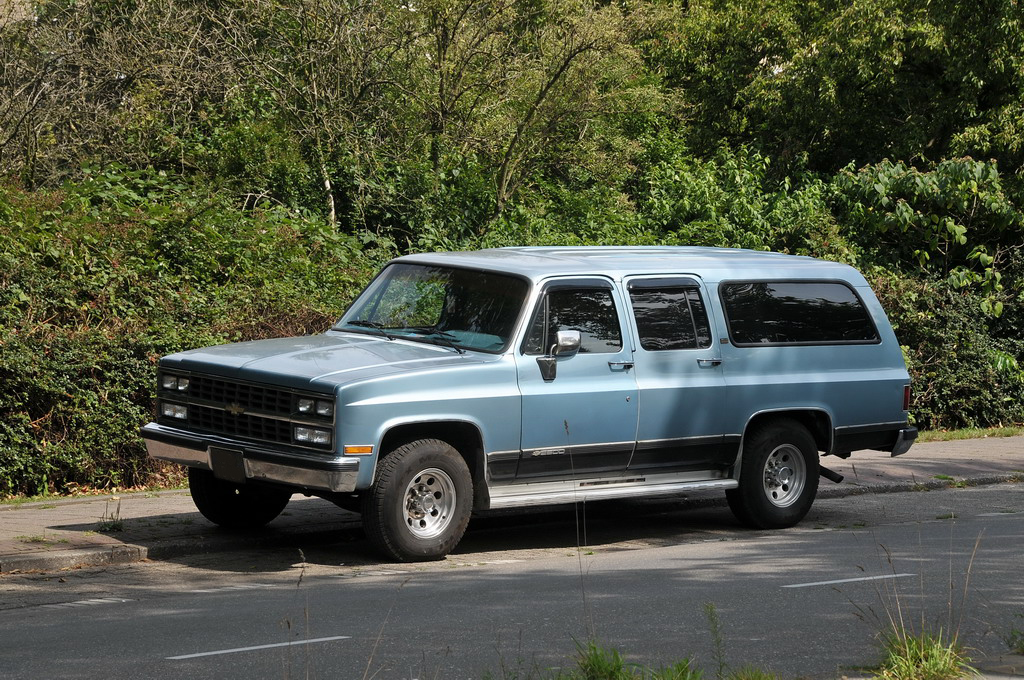
Chevrolet Suburban

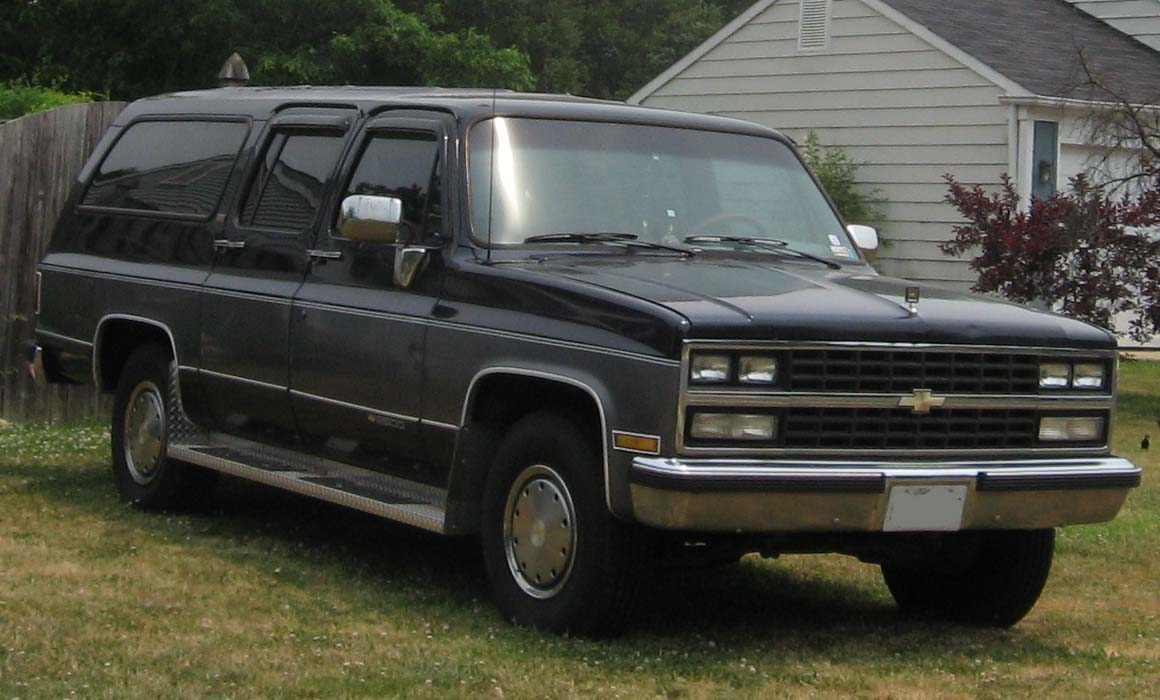
1989-1991 Chevrolet Suburban

A maior novidade da nova geração foi a adoção das quatro portas convencionais. O desenho estava mais bonito, com o uso de linhas retas típicas da década. O perfil dessa geração lembra muito o do Chevrolet Veraneio derivado das picapes série 20 brasileiros. Cromados e pintura em dois tons eram características comuns aos modelos da Chevrolet e da GMC. A frente, porém, mudava - o Suburban com a "gravatinha" era mais clássico, com faróis circulares, e o GMC tinha vocação de trabalho. Por dentro havia muito espaço disponível, a principal proposta de veículos dessa categoria
Os dois tipos de tração, traseira e integral, continuavam disponíveis, com a novidade de um sistema permanente nas quatro rodas, não mais restrito a terrenos de baixa aderência. Havia também três versões de capacidade de carga para as duas marcas: meia tonelada, 750 kg e uma tonelada, identificados pelos números 10, 20 e 30 para os Chevrolets e 1500, 2500 e 3500 para os GMC, nesta ordem. O carro media 5,56 metros de comprimento, 2,02 m de largura e 3,28 m de distância de entre eixos.
O motor de seis cilindros e 4,1 litros continuava em cena, com 100 cv pelo novo método líquido de medição, mas os V8 eram os preferidos do consumidor. A primeira opção era o conhecido bloco pequeno de 350 pol (5,75 Litros), que entregava 195 cv. Em seguida aparecia o de mesma cilindrada com maior potência, 210 cv. A versão de topo era o bloco grande 454 de (7,45 litros) e 250 cv. Um V8 a diesel de 350 pol (5,75 Litros) tornava-se disponível em 1978, mas não teve sucesso entre os norte-americanos, que pagavam muito barato pela gasolina para se preocupar com economia. Só mesmo os que usavam o carro no trabalho severo o preferiam.
Já os câmbios tinham sempre três marchas. Os modelos de 500 e 750 kg usavam a Turbo-Hydramatic. Para o serviço pesado, porém, havia um pacote que oferecia caixa de redução e sistema de refrigeração adicional. O conhecido diferencial autobloqueante Positraction era outro opcional. O consumidor podia escolher ainda entre o acabamento básico e o mais esmerado, chamado Silverado. Além disso, uma terceira fileira de bancos podia ser acrescida, deixando o Suburban apto a levar até nove pessoas.

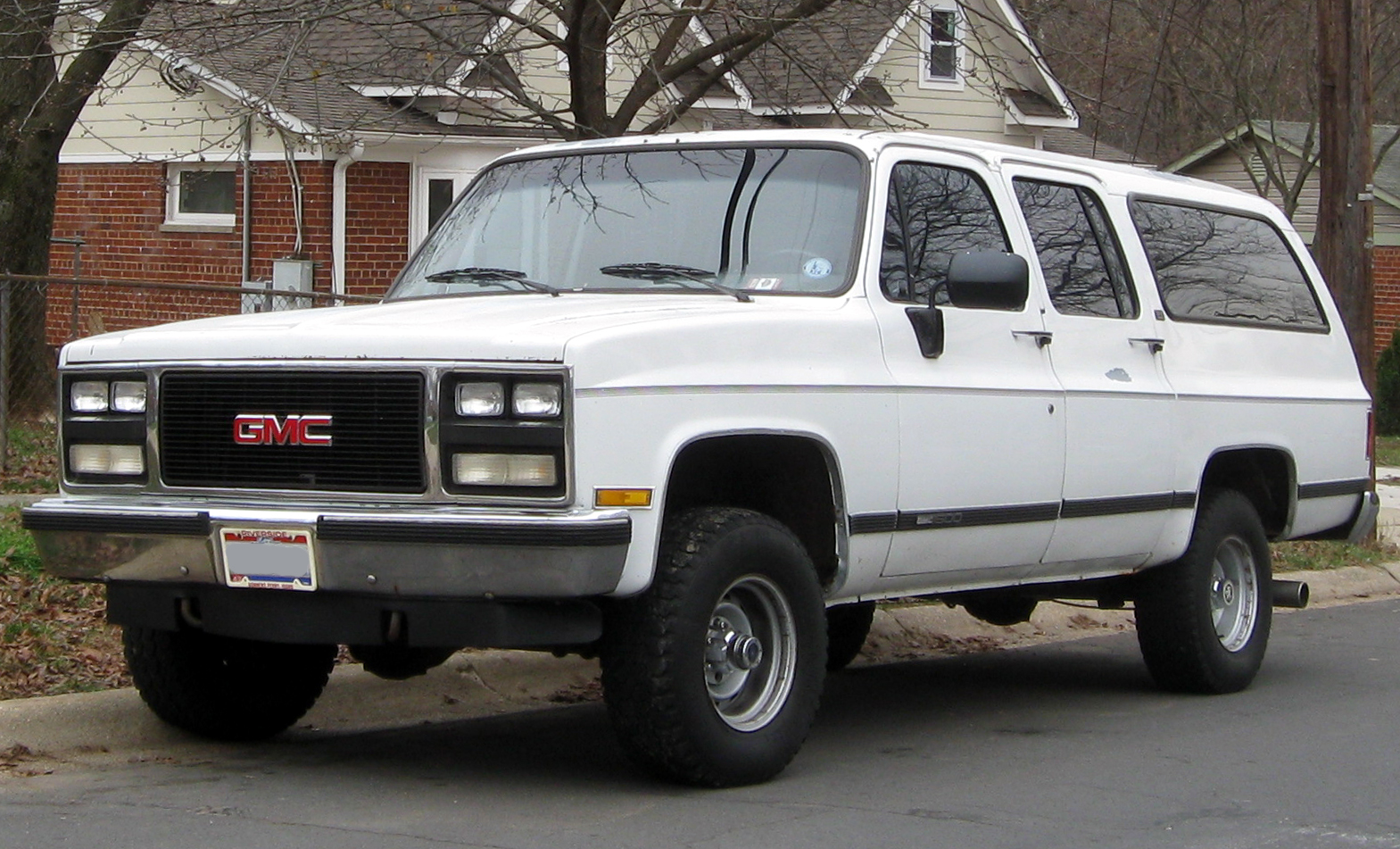
GMC Suburban

Para o modelo de 1981, travamento automático foram adicionados para os modelos de tração nas quatro rodas, e a caixa de transferência NP208 substituiu o NP205 na maioria dos modelos.
Depois de uma reforma estética na parte dianteira em 1981, com uso de dois faróis retangulares sobrepostos de cada lado, chegava um ano depois um motor a diesel de 6,2 litros, bem mais robusto que a problemática unidade 5,75 oferecida antes.Para 1984, o amianto foi removido dos freios traseiros. Para 1985, uma nova grade foi usada. Um total de 64.670 Suburbans foram feitos em 1985. Os carburadores eram aposentados em 1987 em favor da injeção eletrônica mono ponto, que melhorou o desempenho, a economia de combustível e as emissões poluentes dos grandalhões. Uma nova caixa automática, com quatro marchas era incorporada ao catalago. Os freios traseiros ganharam sistema antitravamento ABS em 1990; um ano depois, o motor 455 vinha associado a câmbio automático de controle eletrônico.
Com 18 anos de produção, essa seria a geração mais longeva do Suburban.

## Oitava Geração (1992–1999)

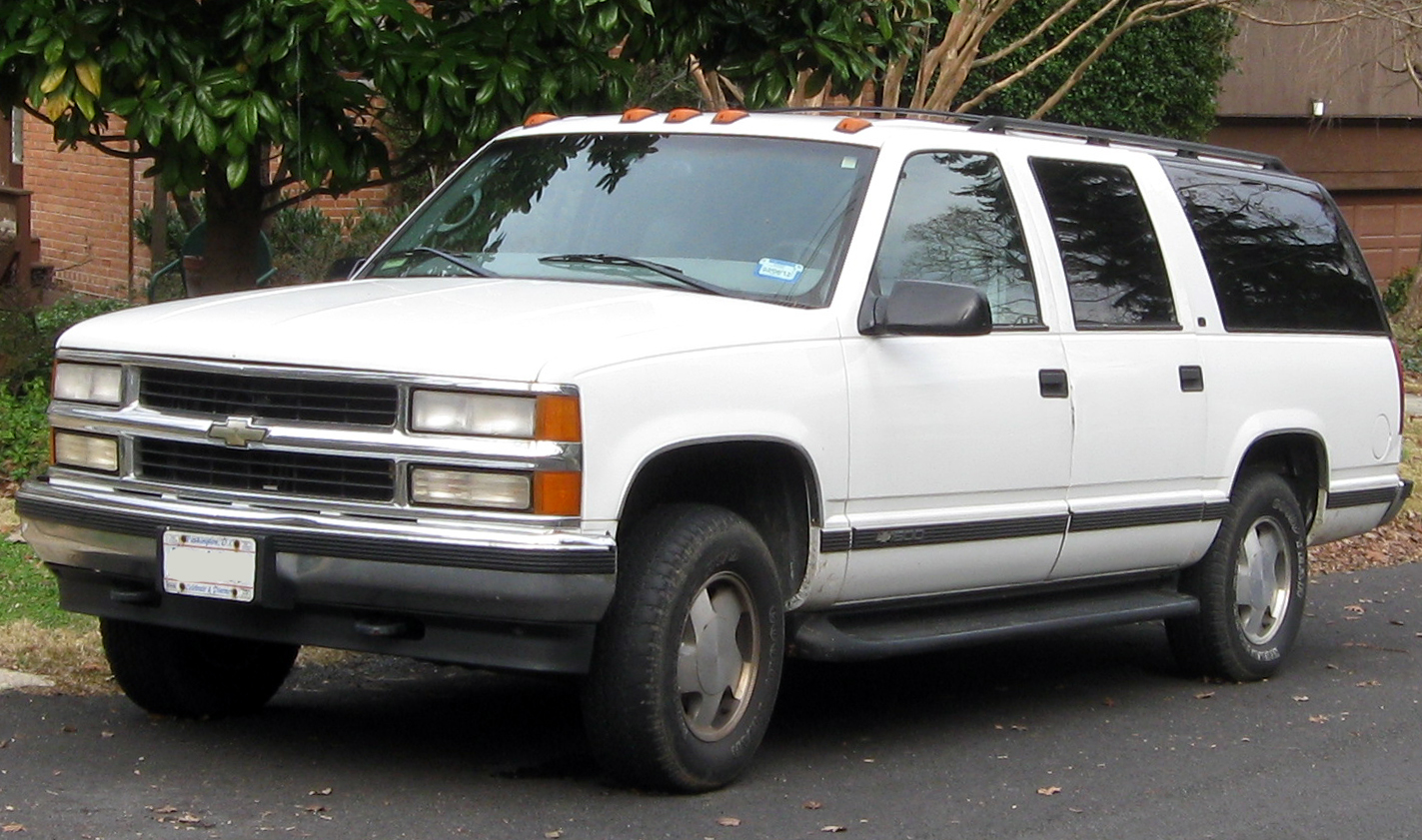
Chevrolet Suburban GMT400

O utilitário evoluía muito. Na frente reta se destacava uma barra cromada - ausente na linha GMC - que dividia os faróis ao meio, deixando duas unidades retangulares de cada lado. A carroceria era limpa, sem vincos, com cromados discretos e área envidraçada invejável. A traseira possuía lanternas verticais de bom gosto.

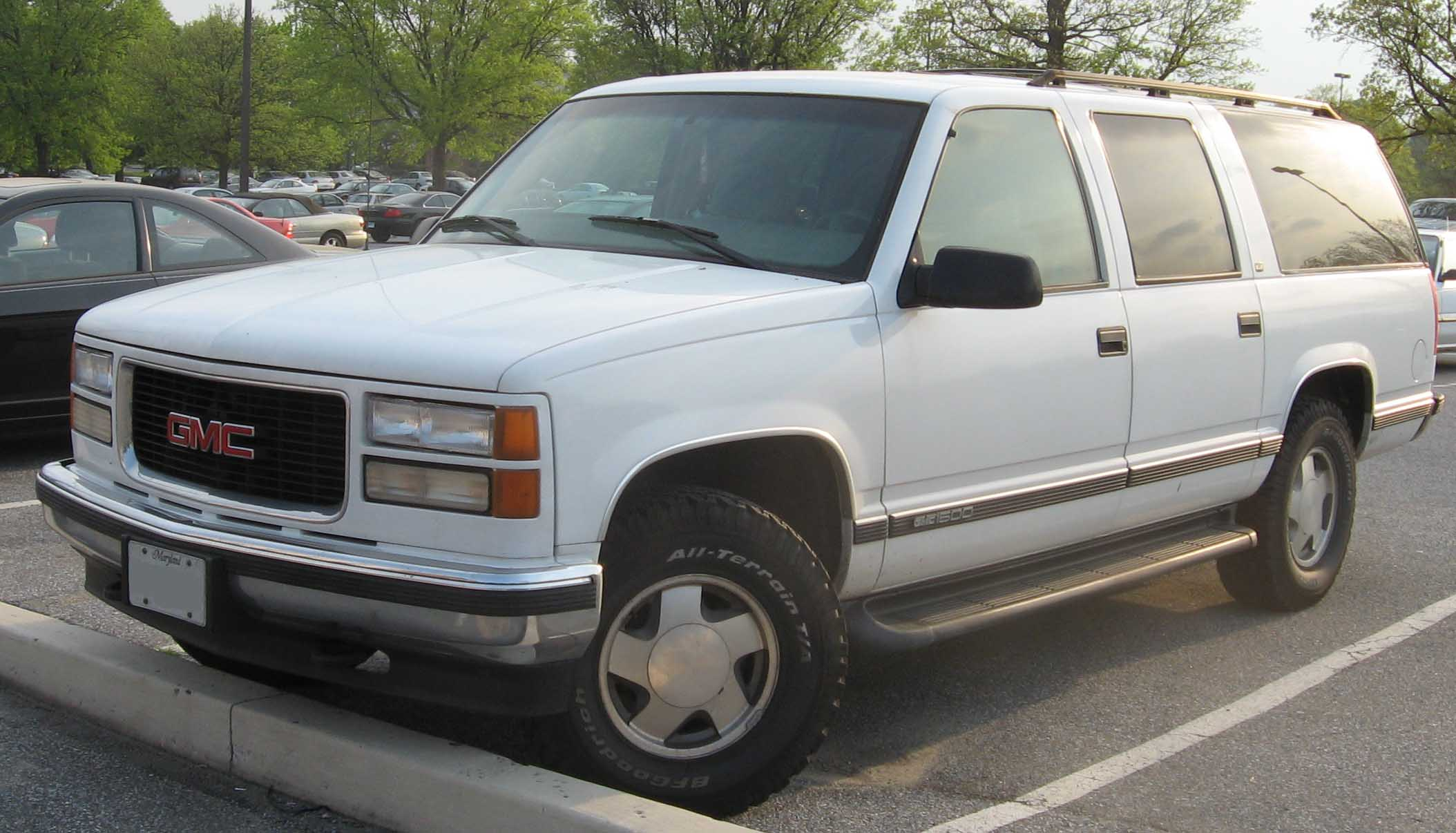
GMC Suburban GMT400

O interior todo renovado estava muito confortável. O painel era modernizado, com linhas curvas, grandes comandos e muitas saídas de ar.O carro lidava melhor com o piso graças à nova suspensão independente no eixo helicoidais, mas os de tração integral adotavam barras de torção. Atrás o esquema era único, o tradicional eixo rígido com feixe de molas semi-elípticas. E os freios agora traziam ABS para as quatros rodas.
Os Suburbans baseados no GMT400 foram introduzidos em dezembro de 1991 como modelo de 1992. Os modelos semelhantes de caminhonete tinham mudado para as plataformas mais novas no ano de 1988. Ambos os modelos 2WD e 4WD, designados "C" e "K", foram oferecidos, bem como modelos ("1500" e "2500").
O Suburban estava disponível em três pacotes de acabamento: básico, LS e o de topo  LT. O interior podia ser modificado de tal forma a levar entre dois (mais espaço de carga) e nove ocupantes. Os motores a gasolina disponíveis eram os V8 de 5,75 e 7,45 litros. Movida a diesel havia uma unidade de 6,5 litros com turbo e 190 cv. Havia duas opções de caixa automática, ambas de quatro marchas: a 3L60, para as versões mais leves, e a 4L80, para os modelos voltados ao trabalho.
As transmissões incluíam o automático de quatro velocidades 4L60 na série 1500, e o automático de 4 velocidades de 4L80 mais pesado da série 2500 e a série 1500 equipada com o motor diesel de 6,5 L Turbo. A opção de transmissão manual da geração anterior foi descartada.
O interior todo renovado estava muito confortável. O painel era modernizado, com linhas curvas, grandes comandos e muitas saídas de ar.O carro lidava melhor com o piso graças à nova suspensão independente no eixo helicoidais, mas os de tração integral adotavam barras de torção. Atrás o esquema era único, o tradicional eixo rígido com feixe de molas semi-elípticas. E os freios agora traziam ABS para as quatros rodas.
A série GMT400 introduziu a suspensão dianteira independente. Os modelos 2WD utilizados molas helicoidais e modelos 4WD usaram barras de torção na suspensão dianteira. Todos os modelos usaram um eixo vivo e molas de lâmina na traseira.
O tempo de 0 a 60 mph para um Suburbano de 1995 foi de 9,3 segundos. A velocidade máxima de um Suburbano de 1995 é governada no motor por economia. Um máximo de 98 mph (158 km / h) pode ser obtido. A economia de combustível da cidade era 13 mpg-US (18 L / 100 km) e a rodovia era 15 mpg-US (16 L / 100 km). O círculo de viragem era de 47,8 pés (14,6 m). Em 1996, a economia de combustível melhorou para 17 mpg-EUA (14 L / 100 km) rodovia.

### Mudanças anuais no Suburban

#### 1994
Clipe frontal revisado e lâmpada de parada central (1994)

#### 1995
Interior revisado incluindo um airbag do lado do motorista, espelhos laterais revisados (1995)

#### 1996
Revisado Vortec L31 (350 Pol.) E Vortec 7400 (454 pol.) Motores com maior potência e eficiência de combustível, 4WD eletrônico, iluminação diurna, entrada iluminada e alguns novos recursos internos (1996)

#### 1997
Transmissões revisadas, sistema de direção melhorado e air bag adicional do lado do passageiro (1997)

#### 1998
Onstar, sistema de segurança PassLock e opção AutoTrac 4WD em tempo integral foram adicionados, airbags de última geração "depowered", volante revisado, transmissões revisadas novamente (1998)

#### 1999
Sem grandes mudanças após a introdução de modelos 2000 redesenhados (1999)

### Holden Suburban

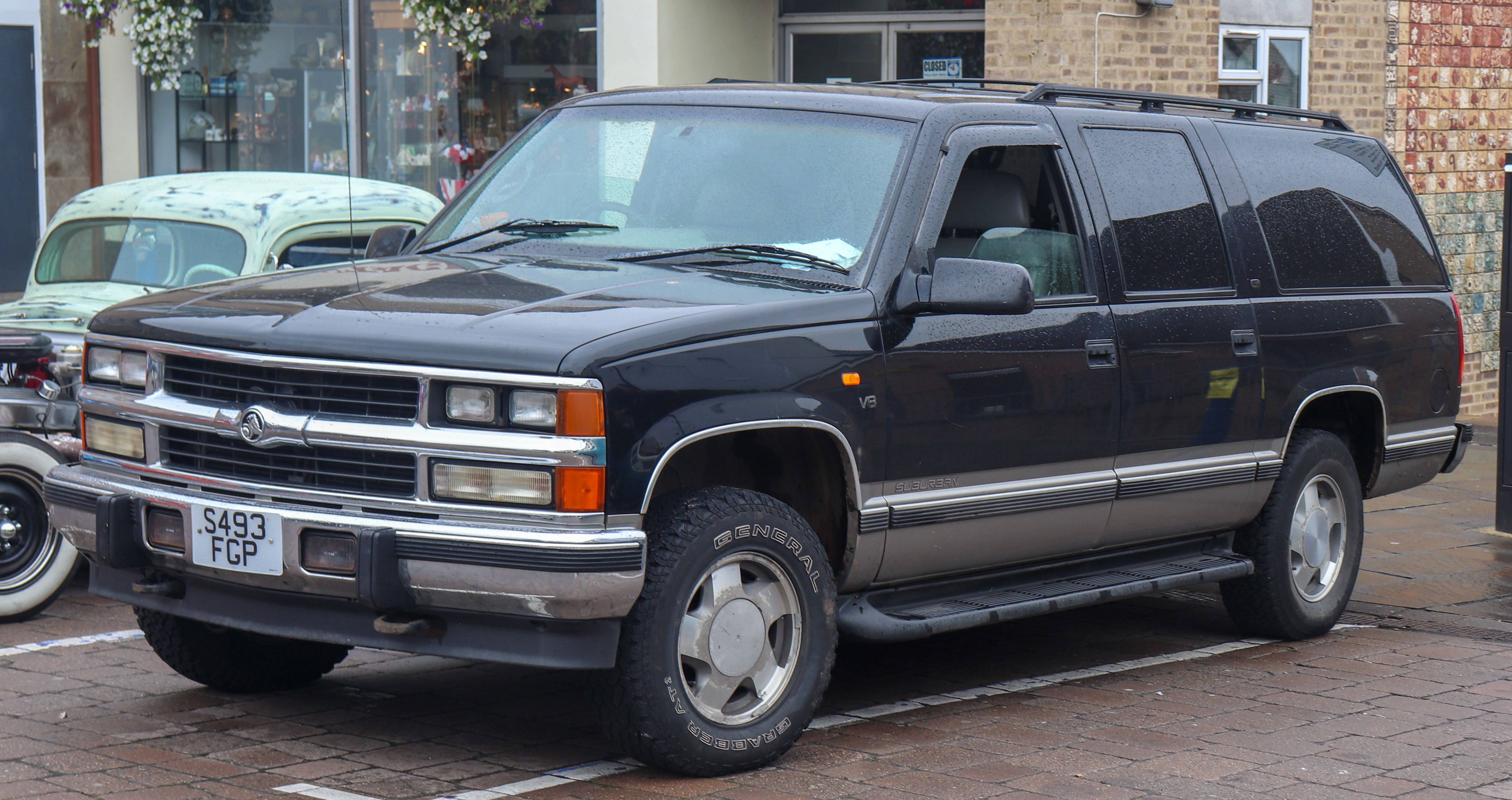
1998 Holden Suburban 1500

Na Austrália e na Nova Zelândia, a Holden importou o Chevrolet Suburban com volante à direita, construído pela GM em Silao, no México, entre fevereiro de 1998 e janeiro de 2001. O Suburban foi apresentado pela primeira vez em outubro de 1997, no Salão do automóvel de Sydney. No total, foram vendidos 746 (460 de gasolina e 286 de diesel). Após 2001, os modelos subsequentes foram revertidos para a marca Chevrolet original, que também havia sido usada antes de 1998. Durante a vida útil do modelo, havia três níveis de acabamento: um modelo de base, o LS e o LT. Não deve ser confundido com as variantes de ajuste é o código do modelo, designado K8.
O interior do Holden diferia da versão americana, pelo qual o painel do Chevrolet Blazer era usado. No entanto, teve que ser esticado para caber no maior Suburban. Um assento de banco era padrão na variante de nível de entrada, bem como no LS, mas o mais caro recebia assentos de balde. Com a omissão do banco central, a LT tem uma capacidade máxima de oito assentos, em comparação com nove.
Os confortos do pacote padrão em todos os modelos incluíram uma bússola de LCD no espelho retrovisor, um volante ajustável de inclinação, um airbag do motorista, freios ABS e ar condicionado de duas zonas. A LS trouxe rodas de liga leve, vidros elétricos e espelhos entre alguns recursos. Para aumentar ainda mais a aposta, a LT ganhou assentos dianteiros elétricos, guarnição de couro e uma porta traseira de duas partes com divisória horizontal. Isso veio em oposição às "portas do celeiro" encontradas nas outras especificações.
O Suburban foi oferecido com a escolha de um Vortec V8 de 5,7 litros, produzindo 190 kW (255 cv) e 447 Nm (330 lb.ft) de torque, ou um turbodiesel V8 de 6,5 litros produzindo 145 kW (194 cv ) e 583 N⋅m (430 lb.ft). A primeira escolha foi designada com o nome "1500", enquanto o turbodiesel viu a identificação "2500". O motor a gasolina de 5.7 litros é compatível com GLP, e tais sistemas podem ser adaptados, se desejado. Independentemente do motor especificado, o caminhão estava equipado com uma transmissão automática de quatro velocidades. No entanto, o que diferiu foi o tipo de transmissão. Os motores a gasolina foram equipados com a transmissão GM 4L60-E, com o GM 4L80-E reservado para o diesel. Um interruptor do painel permite que o veículo alimente todas as quatro rodas simultaneamente, ou apenas as rodas traseiras, e permite que a engrenagem de marcha baixa seja acionada.
A eficiência de combustível do veículo foi avaliada em 19,7 l / 100 km para a especificação do diesel, com esse número subindo para 21,8 l / 100 km para o modelo a gasolina.
Para combater a carga extra e capacidade de reboque do diesel, um pacote de frenagem melhorado, bem como eixos super pesados e suspensão foram montados. A Holden recomenda um limite máximo de reboque de 3.400 kg para o turbo a diesel, com um número reduzido de 2.720 kg para os modelos a gasolina.
O Holden Suburban na verdade não foi a primeira ou única vez que a Holden vendeu a plataforma GMT400 na Oceania. A partir de 1996, eles importaram GMC C / Ks para conversões de ambulância. Ao contrário dos Suburbans, estes veículos não estavam disponíveis ao público em geral, nem portavam emblemas Holden. Eles também não foram construídos como volantes à direita da fábrica como o Suburban; a mesma empresa que lidou com a conversão de ambulância (Jacab Ambulance em Tamworth) também mudou a direção para o outro lado.

## Nona Geração (2000–2006)

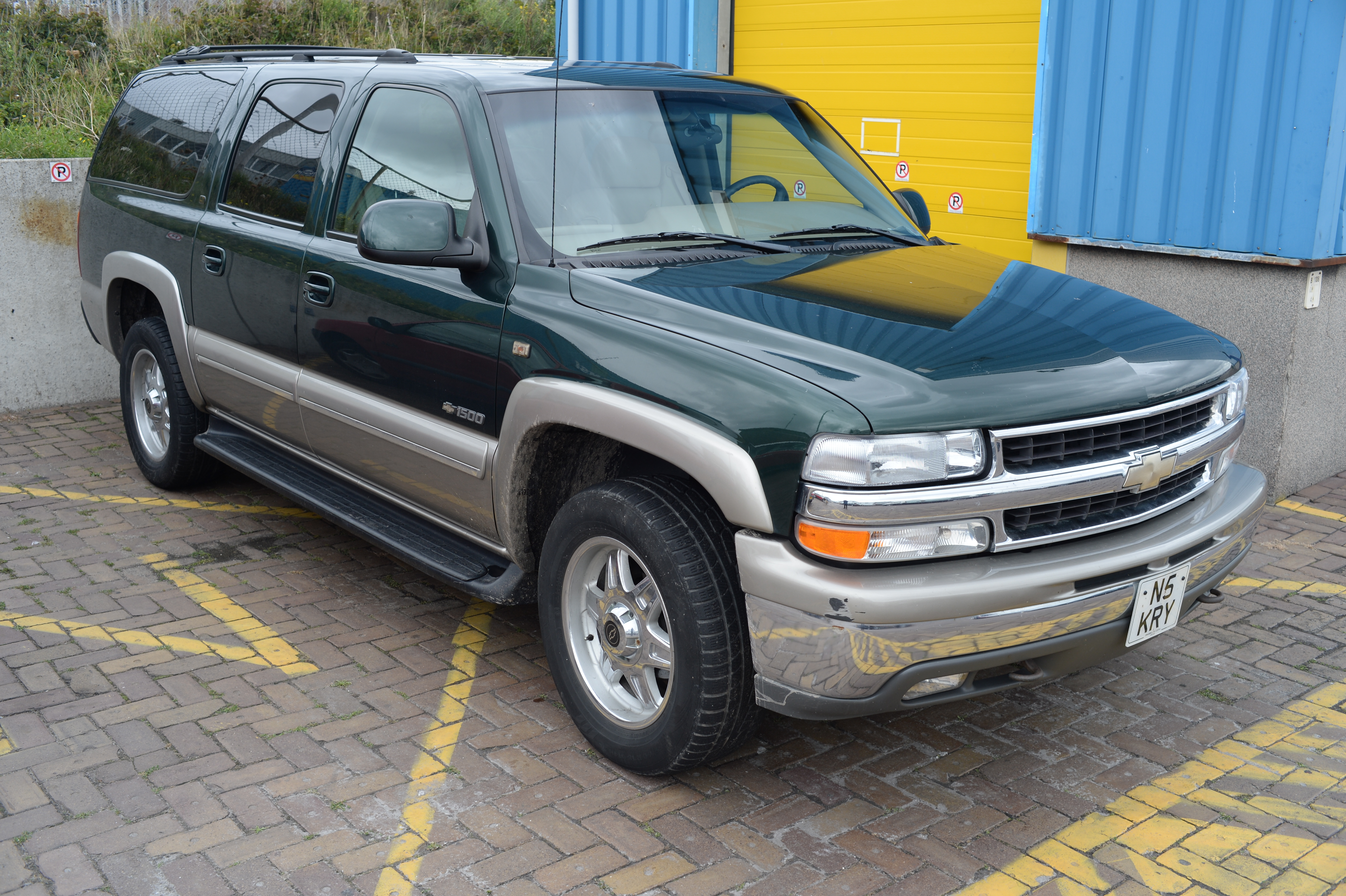
Chevrolet Suburban 1500

Os Suburbans baseados no GMT800 foram introduzidos no final de dezembro de 1999 (somente no Texas) e janeiro de 2000 (nacionalmente) como modelo de 2000. Eles foram vendidos em duas séries: 1/2-ton 1500 e 3/4-ton 2500. Suburbans veio em base, LS e LT trims. Opcional foi o botão de pressão 4WD com caixa de transferência de baixo alcance. Um engate de reboque com plugue de fiação de reboque era opcional.

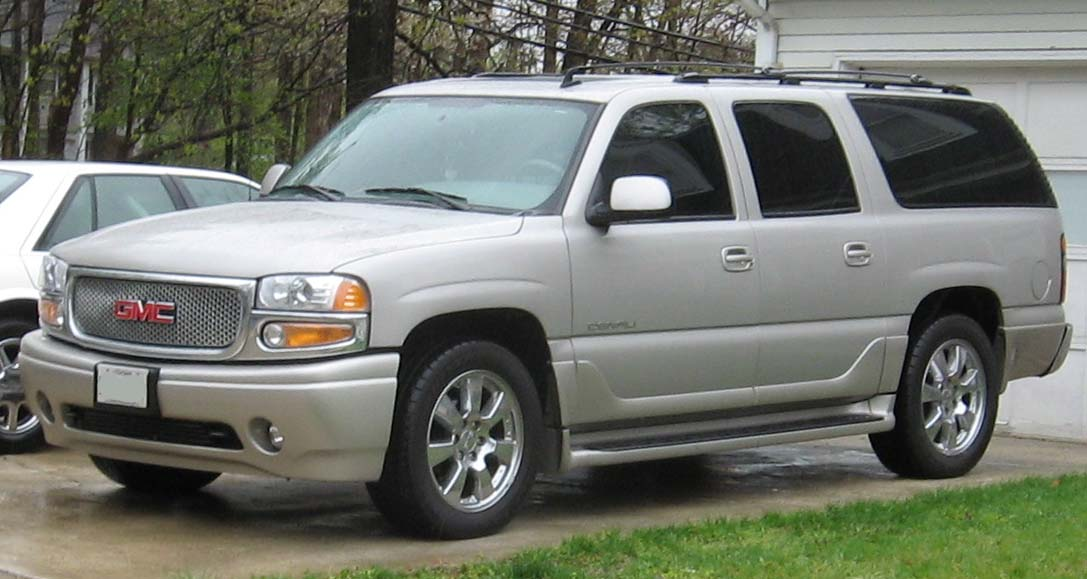
GMC Yukon XL Denali

Em 2000, os motores de longa duração de 5,7 L e 7,4 L V8 da Chevrolet foram retirados juntamente com o diesel de 6,5 L. Os novos motores foram o Vortec 5300 5.3 L (325 pol.) para a série 1500 e o Vortec 6000 6.0 L (364 pol.) para a série 2500.
Novos recursos incluídos:
- Um pneu sobressalente foi colocado debaixo do veículo (em vez de na área de carga como nos modelos anteriores)
- "Luzes de poça" nos espelhos exteriores dos modelos LS e LT
- Novo painel de instrumentos, incluindo um centro de mensagens do motorista e um horímetro do motor
- Controle eletrônico de temperatura disponível nos modelos LT
- Freios a disco nas quatro rodas
- Suspensão automática de nivelamento de carga disponível nos modelos LT
- Suspensão auto nivelante traseira Premium Ride disponível nos modelos LS
- Componentes Digitais
- Novas rodas
- Novo Interior
- Novo Painel Moderno
- Lanternas traseiras com indicadores de sinal de volta âmbar de cor separados (portanto, somente esta geração)

### Design
O desenho estava modernizado, com linhas mais arredondadas e encorpadas. A frente era suavizada e o para-choque estava mais envolvente. Na lateral a mudança mais visível era um vinco que criava um volume nas caixas de rodas.

### Mudanças anuais

#### 2001
Para 2001, o OnStar tornou-se padrão nos modelos LT e nos modelos LS com o novo pacote Z71. A direção de quatro rodas Quadrasteer foi adicionada como opção apenas nos modelos 2500.

#### 2002
Em 2002, várias características opcionais tornaram o equipamento padrão no modelo LS, incluindo ar condicionado frontal e traseiro, rodas de liga leve, vidros elétricos, bancos dianteiros elétricos, degraus laterais, faróis de neblina e espelhos retrovisores externos aquecidos. Modelos básicos foram descontinuados, deixando LS e LT.
A variante Vortec 5300 L59 da série 1500 adicionou a capacidade flex. O motor 6.0 não estava disponível na série 1500.

#### 2003
Para 2003, todos os SUV de tamanho grande da GM receberam um interior atualizado, com materiais de melhor qualidade e outros aprimoramentos. Novos rádios ofereciam compatibilidade com Radio Data System, rádio por satélite XM, som Bose e ergonomia melhorada. Pedais ajustáveis foram adicionados como uma opção, e o Centro de Informações do Driver montado no painel de instrumentos foi melhorado e monitorado até 34 funções do veículo. Um sistema de DVD da Panasonic foi adicionado como uma opção. O sistema Stabilitrak da GM foi adicionado, e o Quadrasteer tornou-se disponível na série 2500 Suburbans. A capacidade de reboque para veículos equipados com Quadraste foi reduzida em 300 lbs (o peso do sistema).

#### 2004
Em 2004, o Suburbans da série 1500 recebeu o sistema de freios Hydroboost, que foi introduzido anteriormente na série 2500.
O Suburban do mercado mexicano recebeu uma atualização, igual à do Silverado.

#### 2005
O ano modelo de 2005 viu as portas de painel com dobradiças laterais de longa duração descontinuadas em favor da porta de entrada anteriormente opcional. Todos os motores mudaram para um sistema de refrigeração totalmente elétrico para reduzir a perda de energia e o consumo de combustível.
O pacote Z71, exclusivo para modelos 4WD, foi disponibilizado em Suburbans 2WD. O OnStar também se tornou padrão em toda a linha.
Finalmente, o Stabilitrak tornou-se padrão em todos os modelos logo após o início do ano do modelo.
o 2005 Suburban 1500 ganhou o prêmio J.D. Power and Associates pela mais alta qualidade inicial entre os grandes SUVs, superando seus rivais Ford Expedition e Toyota Sequoia.

#### 2006
Para 2006, o último ano do GMT800 Suburban, um pacote especial de acabamento LTZ ficou disponível, com rodas de 20 polegadas (510 mm), tração nas quatro rodas e o motor LQ4 de 6,0 L da série 2500 de caminhões e SUVs.
Os conversores catalíticos foram realocados mais perto do motor. A antena de rádio XM e a antena OnStar foram combinadas em uma única unidade.

## Décima Geração (2007–2014)

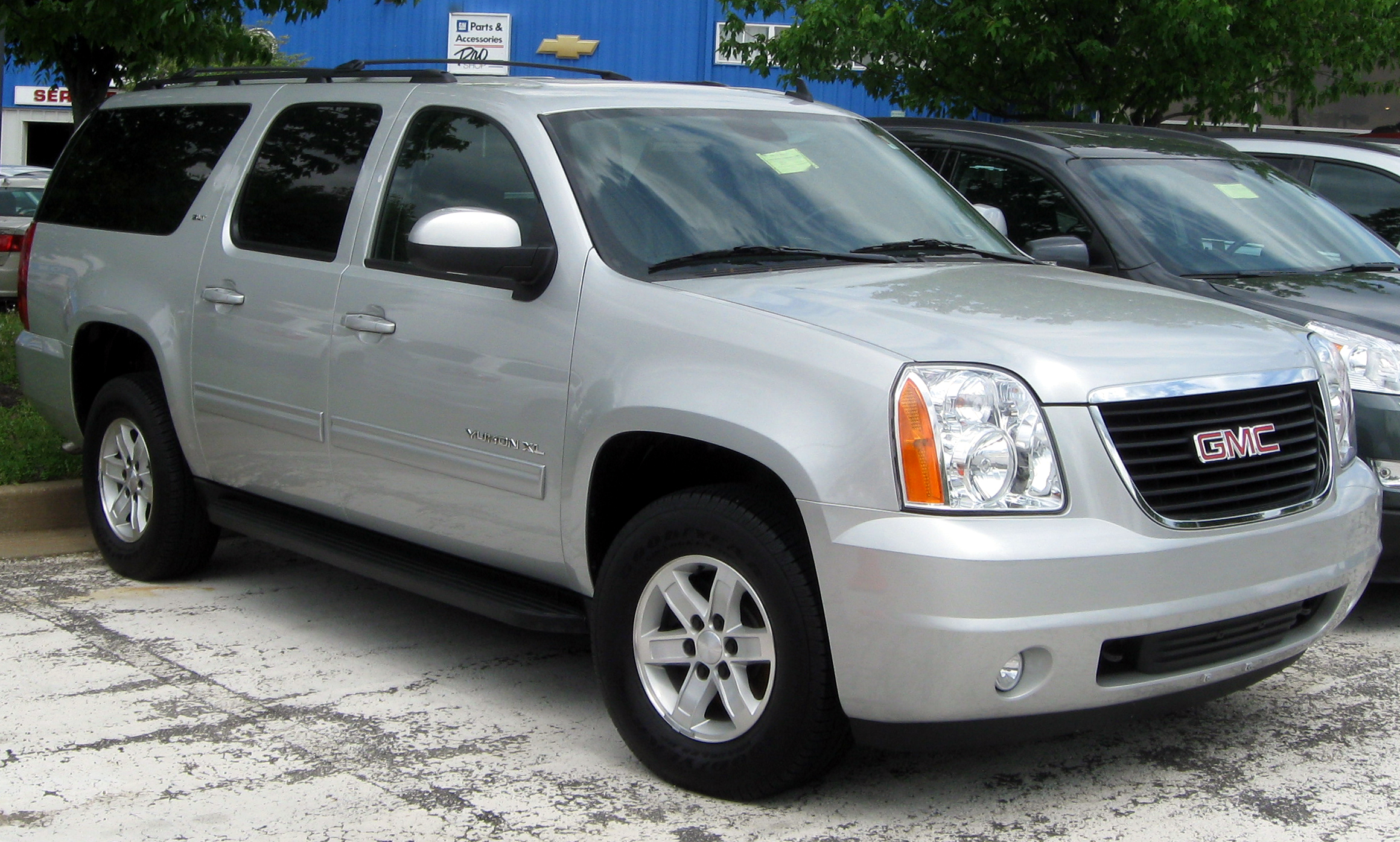
2010 GMC Yukon XL SLT

A linha 2007 Suburban e Yukon XL foram revelados em 2006 no Salão do automóvel de Los Angeles em janeiro. A produção do redesenhado GMT900 Suburban e Yukon XL começou em Janesville e Silao em janeiro de 2006 (Suburban) e abril de 2006 (Yukon XL), com os veículos chegando às concessionárias em abril.

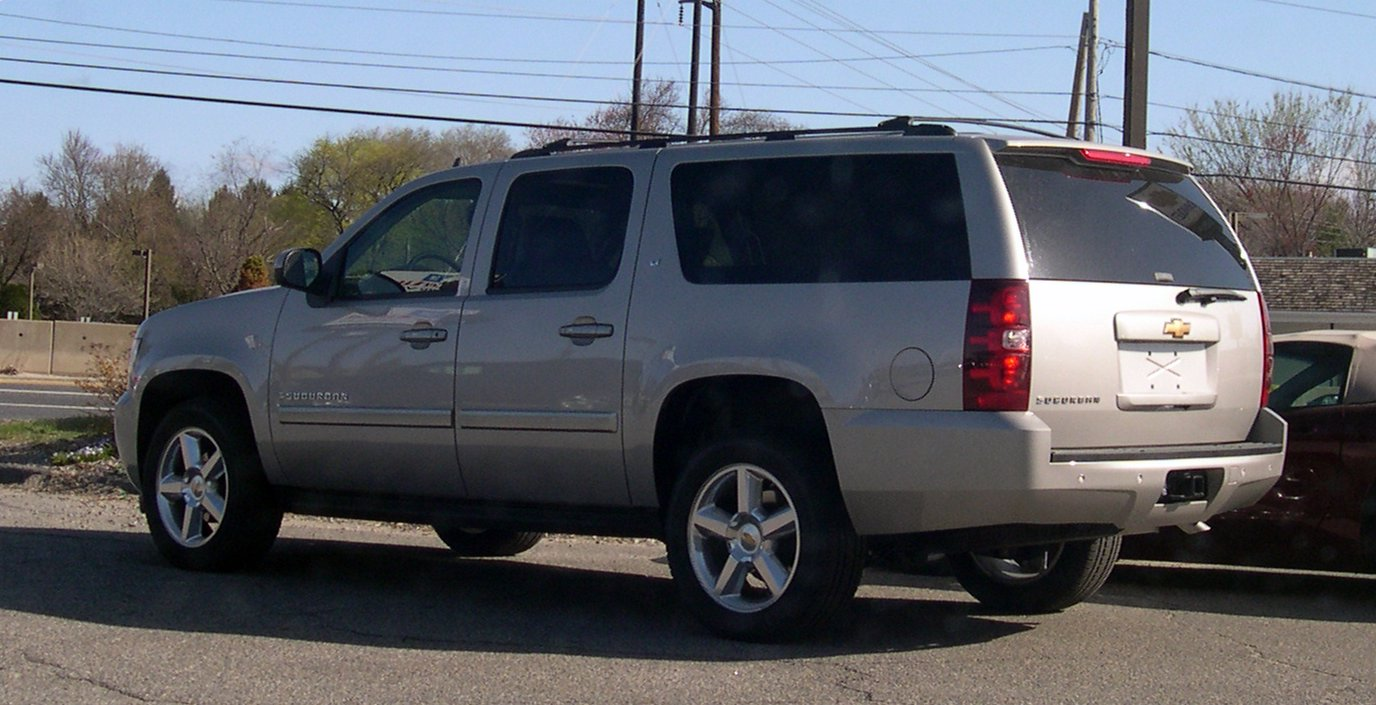
2007 Chevrolet Suburban

Ele ainda mantém sua disponibilidade de assentos para nove passageiros, disponível apenas nos modelos LS e SLE. Os modelos LT2 e LT3 têm assentos de couro e assentos disponíveis de 6, 7 e 8 passageiros. Um pacote Z71 estava disponível nos modelos LT2 e LT3, que inclui assentos de couro de dois tons. Todos os Suburbans construídos no México, incluindo os modelos de 9 lugares, oferecem o assento especial de couro de dois tons usado pelo Z71. O Suburban LTZ vem de fábrica com um reprodutor de DVD, rádio avançado de navegação por GPS que é tela sensível ao toque.
Para o modelo de 2010, o Suburban acrescentou um pacote de interior premium que inclui controle de clima tri-zone e recursos úteis como Bluetooth e controles de áudio traseiros. Além disso, os rádios que são padrão em todos os trims de 2010 obtêm uma porta USB, permitindo que a música seja reproduzida a partir de dispositivos auxiliares pelo rádio, além de carregar outros pequenos componentes eletrônicos. Alerta de zona cega lateral torna-se uma opção em LT e LTZ. O motor de 6,0 litros nos modelos de 2010 também será compatível com combustível flexível. Pequenas mudanças na dianteira, incluindo um pára-choques dianteiro ligeiramente levantado e airbags de torso lateral, também se tornaram padrão para 2010.
Em fevereiro de 2010, no qual o U.S. News & World Report o classificou como o SUV Grande número um, a Chevrolet lançou uma edição de 75 anos do Suburban, que terá o revestimento LTZ com pintura exterior tricoat em diamantes brancos e interior em caxemira, juntamente com rodas cromadas padrão de 20 polegadas, trilhos de teto revisados, rádio de navegação integrado, XM Rádio via satélite, conectividade de telefone Bluetooth, câmera de visão traseira, assistência de estacionamento traseira, partida remota, pedais ajustáveis e estofamento de couro com assentos dianteiros aquecidos / refrigerados. Chevrolet diz que a edição de aniversário será limitada a 2.570 unidades por causa da quantidade de tinta de diamante branco que GM pode adquirir.
Os motores eram os V8 de 5,3 e 6,0 litros, com 320 e 366 cv, na ordem, e um novo Vortec V8 de 6,3 L (301 kW) de 403 cv foram adicionados para o Yukon XL Denali.
Para o modelo de 2011, o Suburban adicionará três novas cores externas à linha: Mocha Steel Metallic, Green Steel Metallic e Ice Blue Metallic. Os acabamentos também receberão uma modificação atualizada, com o sistema de áudio traseiro, Bluetooth, console de piso / área de armazenamento, interior de grão de madeira, trilhos para bagageiro, maçaneta da porta externa / tampas de espelho e assentos dianteiros de tecido premium agora padrão o modelo 1LS, ganchos de recuperação cromados, caixa de transferência de duas velocidades e rodas cromadas de 20 polegadas nos modelos 1LS 4WD. Além disso, o pacote rebocador contará com o controlador do freio do reboque como padrão em todos os acabamentos.
Para o modelo de 2012, o controle de oscilação do reboque e o Auxiliar de Arranque em Subida tornaram-se padrão em todos os acabamentos, enquanto a guarnição da LTZ incluiu um volante aquecido e o Alerta de Zona Lateral Cego como padrão. Além disso, as opções LT1 / 2 para as opções Suburban e SLE1 / 2 e SLT1 / 2 no Yukon XL foram descontinuadas, deixando o Suburban com apenas um trim LS, LT e LTZ e o Yukon XL com um trim SLE e SLT. Em 2012, a GMC comemorou seu 100º aniversário lançando uma edição especial do seu Yukon XL, oferecendo um pacote de acabamento do Heritage Edition. Este também seria o último ano em que três cores, Graystone Metallic, Gold Mist Metallic e Blue Topaz Metallic, seriam oferecidas, junto com os pneus blackwall P265 / 65R18 de todas as estações.
Para o modelo 2013, duas novas cores foram oferecidas: Champagne Silver Metallic e Blue Ray Metallic (taxa extra). Outra novidade é o modo de frenagem em Powertrain, normal.
Para o modelo 2014, os pedais com ajuste de potência, o sistema de arranque remoto do veículo e o assistente de estacionamento traseiro, juntamente com a câmara retrovisora e o espelho interior com visor da câmara, tornar-se-ão standard nas guarnições Suburban LS. Além disso, o Concord Metallic (que deveria estar disponível para o MY de 2013) será adicionado às ofertas de cores do Suburban para os modelos de 2014. Para o Yukon XL, um pacote de conveniência agora se tornará padrão em seus modelos SLE, junto com uma nova cor, Deep Indigo Metallic. Em fevereiro de 2014, o Suburban ficou em segundo lugar, atrás do Tahoe, entre os grandes SUVs mais acessíveis do U.S News & World Report. Isto seria seguido por ser reconhecido como um recebedor do prêmio na categoria grande SUV pela JD Power and Associates em julho de 2014.
A capacidade de reboque do modelo é de 9.400 libras (4.400 kg), sendo um dos melhores de qualquer SUV 4x4 e Inigualável para qualquer outro SUV. O modelo de três quartos também tem um GCVW de 16.000 libras (7.300 kg).
O Suburban 2500 foi originado originalmente de Silao, México, de 2007 a 2008, mas foi transferido para a fábrica de montagem de Arlington, Texas, para o ano de 2009, onde a produção de todos os SUVs da GM foi consolidada após o fechamento da fábrica de Janesville.
A GM interrompeu as versões de 3/4 de tonelada dos modelos Suburban e Yukon XL após o modelo de 2013.
O projeto da décima geração do Suburban forneceu a base para a Declasse Granger e suas contra partes policiais, uma linha de utilitários esportivos fictícios que aparecem na série de videogames Grand Theft Auto, de Grand Theft Auto V.

### Design
A carroceria estava mais arredondada e moderna. Os faróis do Chevrolet eram únicos, mas carregavam por trás da máscara o estilo de unidades separadas que estreou em 1992. A grade ampla e cortada por um barra que ostentava o símbolo da marca, (na versão GMC ela não era dividida).
Interiormente o Suburban estava mais aconchegante e luxuoso, com redesenho de painel e bancos.
Os motores eram os V8 de 5,3 e 6,0 litros, com 320 e 366 cv, na ordem. As opções de câmbio automático tinham quatro e seis marchas, mas o sistema Quadrasteer era descartada. Para 2008 vieram cortinhas infláveis de série em toda a linha e caixa automática de seis marchas para a versão de 750 kg.

## Décima Primeira Geração (2015–2020)

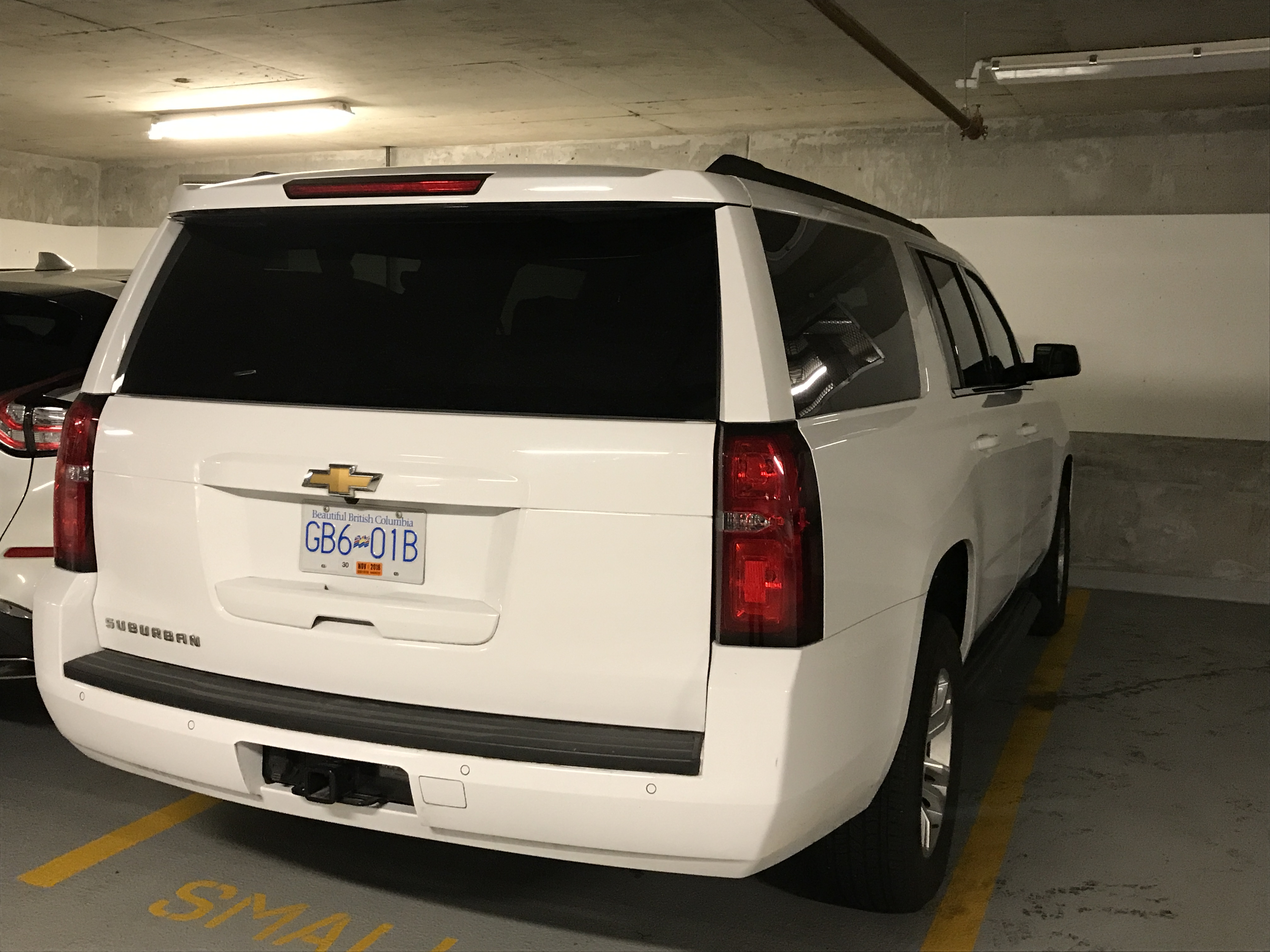
Traseira Chevy Suburban

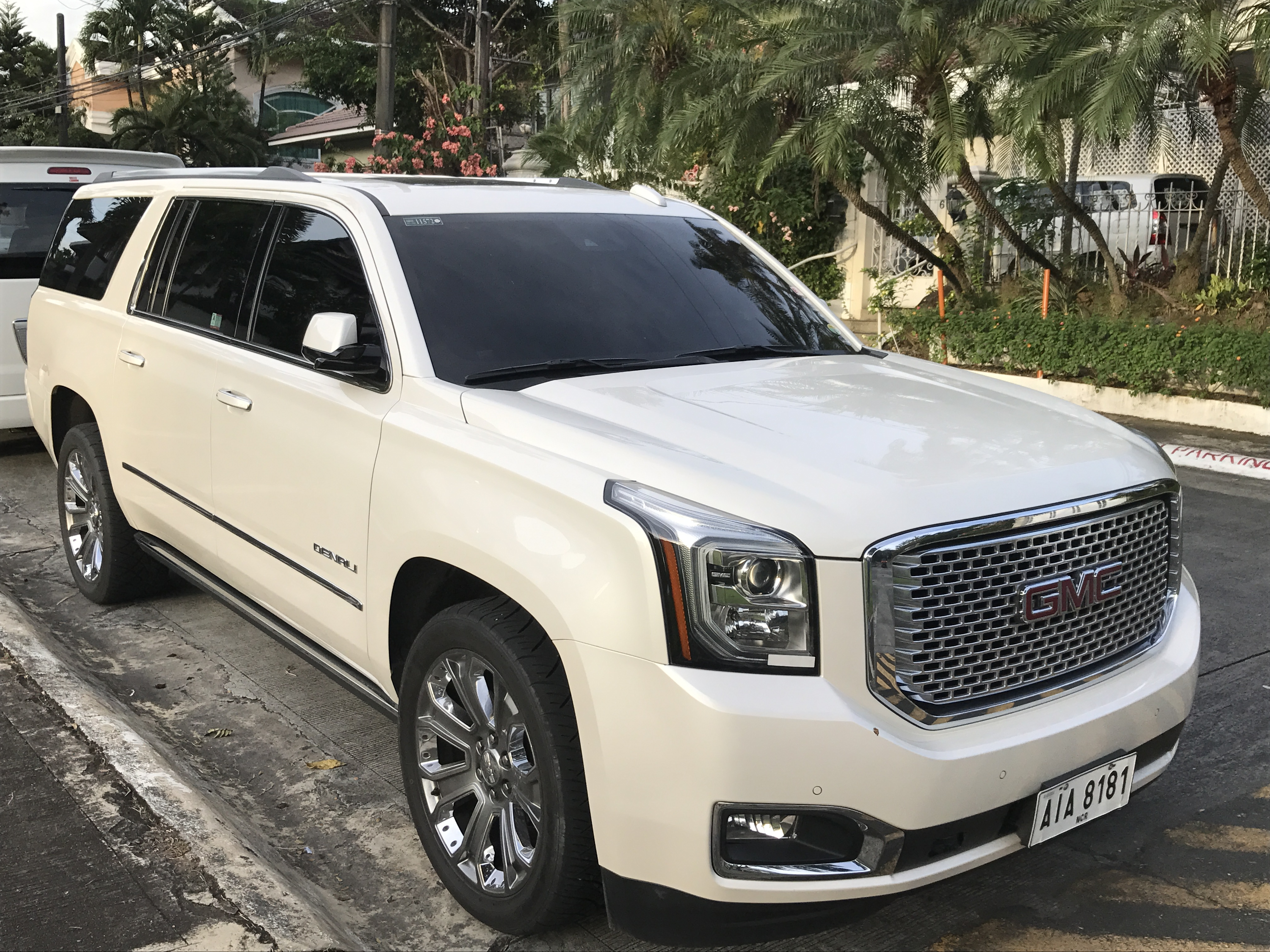
GMC Yukon XL Denali

A 11ª geração do Chevrolet Suburban, GMC Yukon XL e Yukon Denali XL foram apresentadas ao público em 12 de setembro de 2013, e a GM revelou os veículos em diferentes locais (O Suburban em Nova York, Yukon XL em Los Angeles) em essa data. Ambos os veículos são baseados na plataforma GMT K2XX e terão números únicos, identificados por plataforma (K2), (YC para Chevrolet, YG para GMC), sistema de transmissão (C para 2WD; K para 4WD). O Suburban e o Yukon XL foram colocados à venda em fevereiro de 2014 como modelo de 2015, com os veículos construídos exclusivamente em Arlington, Texas.

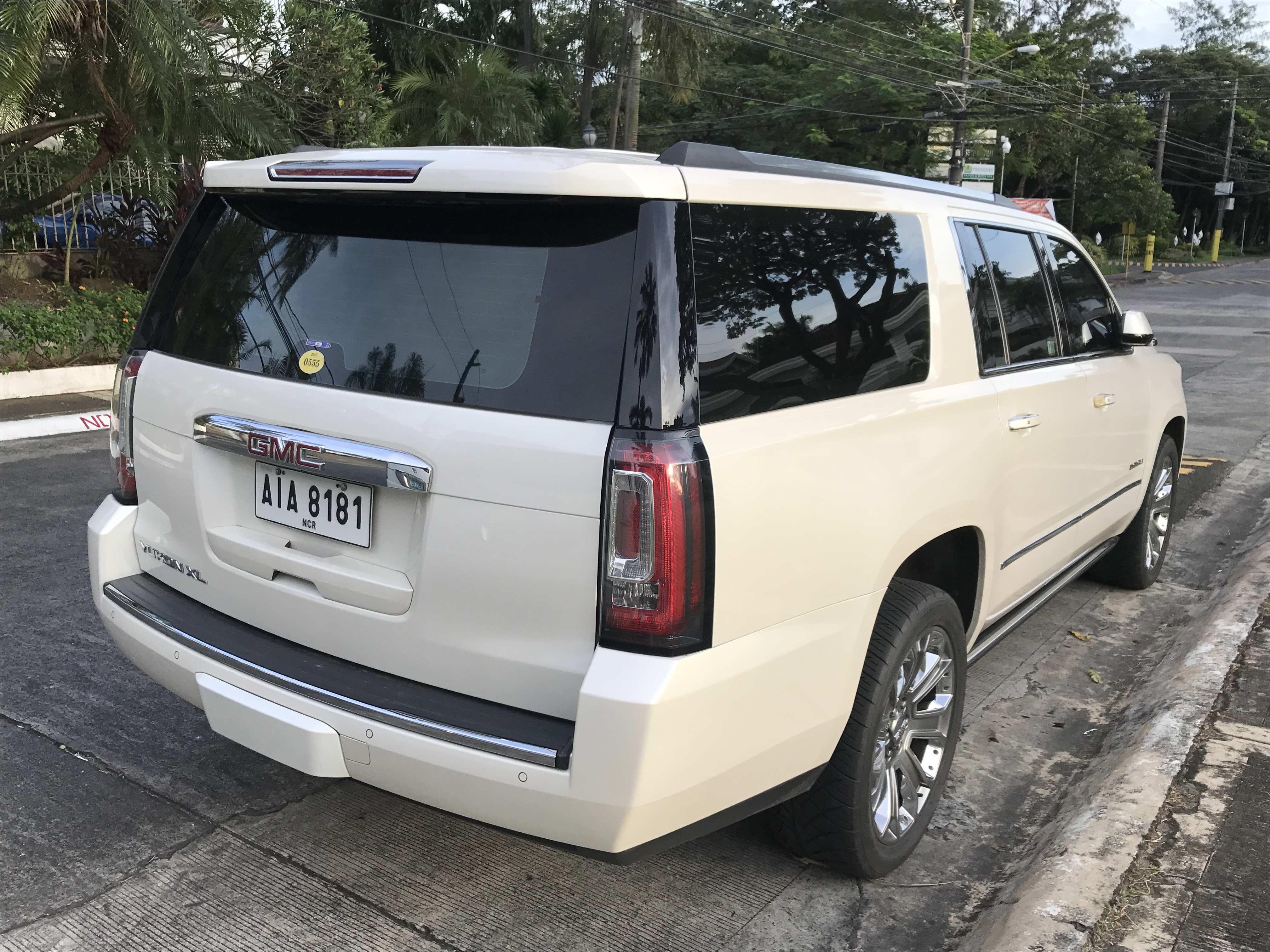
Traseira GMC Yukon XL

### Detalhes da produção
O recém redesenhado Suburban e o Yukon XL foram exibidos ao público pela primeira vez em 27 de setembro de 2013, na Feira Estadual do Texas. Este movimento vem nos calcanhares do 80º aniversário da primeira produção do Suburban em 1934.
Os designs e conceitos foram criados pelo gerente de design exterior da GM, Chip Thole (antes de sua transferência para o estúdio de design Buick da GM em 2013), contou à Truck Trend: "Começo com o que a intuição me diz sobre o mercado e faço com que a equipe atue. Você olha para as tendências do setor - moda, cultura, o que as pessoas estão comprando, o que elas dizem que querem agora - e projeta isso para o futuro. A parte divertida é colocar essas idéias no papel e partir daí. " Ele então acrescentou: "Queríamos pegar o que era bom nos veículos de hoje, levar isso adiante e torná-los novos e diferentes com aquela centelha de frescor que as pessoas reconhecem, sem torná-los confusos ou exagerados". Thole também desafiou sua equipe de design para ajudar a trazer idéias para os SUVs, que levaram aos faróis divididos e uma sensação mais gráfica para o design Suburban, enquanto um visual mais industrial, porém esculpido foi adicionado ao Yukon XL para dar a ele uma identidade única. próprio.
A produção do Suburban e Tahoe começou em dezembro de 2013, com os primeiros SUVs completos sendo usados para testes. A GM começou oficialmente a enviar os veículos para concessionárias em 5 de fevereiro de 2014. Estima-se que demore de 8 a 10 semanas para montar os utilitários esportivos, com exceção dos upgrades no acabamento e no agendamento de destinos.
A Chevrolet apresentou os designs, as opções e as características próprias para os modelos de 2015 no seu website em janeiro de 2014 com um preço inicial de US $ 47.000 (2WD) até US $ 50.000 (4WD) para o o LT, e $ 61.000 (2WD) até $ 65.000 (4WD) para a versão LTZ. O preço do Yukon XL da GMC é fixado em cerca de US $ 49.000 (2WD) até US $ 52.000 (4WD) para o SLE, US $ 57.000 (2WD) até US $ 60.000 (4WD) para o SLT e US $ 65.000 (2WD) para US $ 68.000 (4WD) para a versão Denali.

### Características
As fáscias frontais do Chevy Suburban e do GMC Yukon XL são distintas, mas a partir da base dos pilares A, elas compartilham a maioria das mesmas pistas de estilo. Isso agora inclui portas embutidas que se encaixam nas soleiras das portas, em vez de sobre elas, melhorando a aerodinâmica, a economia de combustível e diminuindo o ruído interno. Os exaustores e os painéis da bagageira são feitos de alumínio para reduzir o peso do veículo, e as palhetas do limpador localizadas na porta da bagageira foram movidas para o spoiler traseiro localizado na parte superior da janela traseira da bagageira. Também é perceptível o comprimento do SUV, que se expande de (5.649 para 5.700 mm) (o comprimento do Yukon XL é mais curto em (5.697 mm)) e sua largura de (2.009 a 2.045 mm), enquanto a altura diminui de (1.951 para 1.890 mm), permitindo assim que o veículo se torne um pouco mais magro, um pouco mais largo, mais aerodinâmico e mais espaçoso.
Um trem de força EcoTec3 V8 mais eficiente e com injeção direta (5,3 para o Suburban, 6,2 para Yukon XL / Yukon Denali XL) acoplado a aerodinâmica melhorada, ajudou os SUVs a oferecer economia estimada de combustível e melhorar as estimativas de MPG para 16MPG Cidade) / 23MPG (Rodovia) / 18 (Combinado) para 2WD e 15MPG (Cidade) / 22MPG (Rodovia) / 18 (Combinado) para 4WD. O aumento de MPGs também elevou o Suburban / Yukon XL para o primeiro lugar entre os grandes SUVs, com os números de classificação MPG mais eficientes para este segmento. No entanto, quando a Motor Trend (que colocou o Suburban 2015 na capa de sua edição de junho de 2014) fez uma revisão de teste de estrada nos SUVs, estimou que o MPG 4WD no Suburban LTZ fosse um pouco melhor em torno de 15.2 cidades e 22.3 , enquanto o 4WD Yukon Denali XL, cujo MPG é avaliado em 14 Cidade / 20 Rodovia, foi estimado em 12.4 da cidade e 19.2 Rodovia.
Como na versão de 2007–14, tanto o Suburban quanto o Yukon XL não compartilham uma única peça de chapas metálicas ou elementos de iluminação com caminhonetes de tamanho normal das marcas (GMC Sierra e Chevy Silverado), e as grades dianteiras de ambos os veículos são ligeiramente alterados para dar sua própria identidade. Os faróis dianteiros apresentam faróis de projetor que flanqueiam a grade de duas portas com assinatura Chevrolet - cromada em todos os modelos, varrendo os para-lamas dianteiros, enquanto as guarnições Tahoe e Suburban LTZ e Yukon e Yukon XL Denali apresentam faróis de descarga de alta intensidade e lâmpadas de circulação diurna de diodos emissores de luz. O Yukon e o Yukon XL também apresentam faróis de halogéneo com feixe de projector em todas as guarnições SLE e SLT. Os recursos de segurança aprimorados incluem uma detecção de radar de 360 graus para evitar colisões e proteção dos ocupantes e um sistema anti-roubo de alta tecnologia que agora inclui sensores verticais e internos, quebra de vidro e janela, um alarme de acionamento e um dispositivo de desligamento que impede o veículo se mova. Espera-se que este último aborde as questões relativas aos roubos constantes dos veículos, especialmente com os assentos removíveis da geração anterior e itens deixados no espaço de carga, que se tornou um alvo para os ladrões de carros que vêem os assentos da terceira fila como valiosos no mercado negro. De acordo com Bill Biondo, chefe de segurança global de veículos da General Motors, "projetamos uma abordagem em camadas para a segurança dos veículos", acrescentando que "com novos recursos padrão e com o pacote de proteção contra roubo disponível, estamos tornando os veículos menos atraentes para os ladrões e mais seguro para nossos clientes. "
Outra novidade é a adição de assentos dobráveis na segunda e na terceira fila (substituindo os terceiros assentos removíveis acima mencionados), que agora é um recurso padrão, mas pode ser equipado com um recurso de dobragem de energia opcional para os acabamentos aprimorados. O rádio HD tornou-se um recurso padrão em todos os acabamentos. Múltiplas portas USB e tomadas elétricas estão agora espalhadas por seus interiores, incluindo uma tomada de 110 volts e três pinos tanto no Suburban quanto no Yukon XL, com o Suburban adicionando um rádio touch screen colorido de oito polegadas com conectividade MyLink da próxima geração. com um sistema de entretenimento disponível no banco traseiro com telas duplas e reprodutor de DVD Blu-ray, enquanto o Yukon XL acrescenta um rádio com tela colorida sensível ao toque de oito polegadas na diagonal com IntelliLink aprimorado e navegação disponível. Um sistema de acesso WiFi 4G LTE, juntamente com os alertas Siri Eyes Free e mensagens de texto, foi incluído em todos os veículos que apresentam o dispositivo OnStar em torno do segundo trimestre de 2014.
O interior do Yukon XL tem mais recursos adicionais que incluem assentos recheados com espuma de dupla firmeza, um sistema de som padrão da Bose e slots de cartão SD e vidro laminado para o pára-brisa e janelas dianteiras, diminuindo o ruído interno. O Denali Yukon XL vem equipado com tecnologia de cancelamento de ruído ativo, com suspensão de controle magnético de direção de terceira geração da GM como característica padrão, que só é apresentada nos modelos Suburban LTZ, cujos recursos atualizados também incluem um sistema de amortecimento em tempo real que oferece controle de movimento do corpo mais preciso "lendo" a estrada a cada milissegundo e mudando o amortecimento em apenas cinco milissegundos.

#### Acabamentos
Para Chevrolet Suburban
Suburban LS:
- Novo motor 5.3L EcoTec3 V8 com injeção direta
- Assentos de oito ou assentos para até 9 nove (opcional apenas no LS)
- Assentos planos de segunda e terceira fileira
- Controles climáticos de zona tripla automáticos
- Airbag central dianteiro
- Câmera de visão traseira
- Assistência do Parque Traseiro
- Sistema de arranque remoto do veículo
- Projetores de halogéneo faróis de médios com filamentos DRL (controlados pelo sensor de luz natural) (os DRL de halogéneo devem ser substituídos por DRLs LED para todos os níveis de acabamento a partir do ano modelo de 2018)

Suburban LT:
- Guarnição de couro
- Assentos dianteiros aquecidos com memória
- Porta elevatória de potência com altura programável
- Aviso de Partida de Faixa
- Alerta de colisão para frente
- Chevrolet MyLink
- Sistema de som Bose premium
- Carregamento sem fio
- Disponível com teto solar
- Assentos traseiros aquecidos disponíveis
- Sistema de entretenimento do banco traseiro (opcional apenas no LT e no Premier)
- Acomoda até oito

Suburban LTZ (Renomeado Premier para o modelo de 2017):
- Faróis de projetor de descarga de alta intensidade
- Lâmpadas LED de circulação diurna (controladas pelo sensor de luz natural) (para ser padrão em todos os níveis de acabamento Chevy Tahoe e Suburban 2018)
- Entrada passiva com partida por botão (opcional no LT)
- Assistência do parque frontal
- Controle de Passeio Magnético
- Assentos dianteiros aquecidos e resfriados reguláveis por potência de 12 vias
- Coluna de direção de inclinação e telescópica de memória
- Bancos da terceira fila de liberação de energia e da terceira fila de dobra de força (opcional na LT)
- Alerta de zona cega lateral com alerta de tráfego cruzado traseiro
- Assistente de mudança de pista (opcional no LT)
- Lugares oito ou sete

#### Atualização de meio do ano de 2015
O Suburban recebeu uma nova paleta de cores, a Brownstone Metallic, e adicionou um recurso de liftgate com viva-voz que é padrão no LTZ, mas incluído no LT com o Luxury Package opcional. Os recursos 4G LTE WiFi e Siri adicionados tornaram-se padrão em ambos os internos LT e LTZ, enquanto o recurso MyLink with Navigation foi atualizado de opcional para padrão no acabamento LTZ. O recurso de capacidade do E85 é removido dos pedidos de varejo.
O Yukon XL, além de receber os recursos mencionados acima, vê o motor EcoTec3 V8 de 6,2 litros sendo atualizado com a nova transmissão automática de oito velocidades 8L90E para o modelo de ano interino, permitindo que ele melhore a economia de combustível. O Yukon XL Denali, no entanto, viu seu preço aumentar em US $ 1.300, em parte devido aos recursos carregados.
Todos os SUVs GM de tamanho grande receberam uma antena Shark Fin pintada na cor da carroceria como parte da atualização de meio de ano de 2015.

### 2016
Para o modelo de 2016 (que iniciou as vendas em julho de 2015), o Chevrolet Suburban recebeu mais mudanças e novos recursos que incluíram pedais ajustáveis, alerta de colisão frontal, faróis IntelliBeam, assistente de pista e um assento de alerta de segurança como parte do projeto. introduziu recentemente o pacote de alerta avançado do motorista como uma opção disponível no LS. O console do piso interno com leitor de cartão SD da área de armazenamento foi removido, enquanto um novo sistema integrado de áudio AM / FM com recursos Sirius XM, HD Radio e CD / MP3 foi introduzido como um recurso padrão em todos os internos; o recurso MyLink de 8 polegadas foi expandido para o ajuste LS e tornou-se padrão (substituindo o monitor de 4 polegadas), embora o recurso de navegação permaneça como uma opção no LT e padrão no LTZ. Um novo protetor de bagageira foi adicionado ao Pacote de Proteção Contra Roubo, junto com o novo assistente de pista que substituiu o aviso de partida da faixa. Os tanques de abastecimento de combustível sem tampa tornaram-se padrão em todos os acabamentos. O Siren Red Tintcoat e o Iridescent Pearl Tricoat tornaram-se os novos acabamentos coloridos, substituindo o Crystal Red Tintcoat e o White Diamond Tricoat. O painel de instrumentos foi reconfigurado com um novo aprimoramento de várias cores e um display de heads-up foi introduzido como padrão apenas no LTZ. Os modelos de 2016 também viram um aumento de preço.
O GMC Yukon XL 2016 também vê mudanças semelhantes, com o novo pacote de alerta de motorista aprimorado como uma opção disponível no SLE, liftgate, poder, viva-voz agora empacotado em SLT, um recurso de fluxo livre que substituiu o pacote Premium. uma faixa de manutenção de assistência adicionada a todas as versão e duas novas cores premium (Crimson Red Tintcoat e White Frost Tricoat) substituindo Crystal Red Tintcoat e White Diamond Tricoat, respectivamente.
A Chevrolet adicionou os recursos Apple CarPlay e Android Auto Capability ao Suburban, começando com os modelos 2016. A opção Android Auto estará disponível apenas nas versões LT e LTZ com telas de 8 polegadas.
A GM expandiu os novos recursos 4G LTE (como detectar falhas de bateria e monitorar descontos de seguro com base no desempenho do motorista) para os veículos do ano de 2016, incluindo o Suburban, que a GM citou como o veículo mais usado entre os assinantes de dados.

### 2017
O modelo 2017 do Chevrolet Suburban recebeu mudanças atualizadas depois que foi colocado à venda em agosto de 2016. As versões LS e LT são mantidos, mas o LTZ é renomeado como Premier, este último servindo como equivalente ao Yukon XL Denali. As versão da LS também viram as letras "LS" marcadas removidas. Os novos recursos incluem duas novas cores (Blue Velvet Metallic e Pepperdust Metallic), duas novas opções de rodas de 22 polegadas (rodas prateadas de 7 raios com inserções cromadas para todos os acabamentos; rodas de alumínio usinadas Ultra Bright com acabamento em Prata Brilhante somente para acabamento Premier), calhas transversais pretas para tejadilho (como parte do pacote Texas Edition e pacote para todas as estações), persianas aero frontais ativas (todos os acabamentos) e bancos aquecidos e ventilados (apenas com acabamento Premier). O MyLink foi atualizado para incorporar o driver para adolescentes, App Shop, personalização do lembrete de assento traseiro e frenagem automática de avanço de baixa velocidade (como parte do Enhanced Driver Alert Package na versão LS, mas padrão no LT e no Premier). O Rear Seat Entertainment System foi reformulado para incluir um novo recurso de locução de vídeo para deficientes visuais e auditivos, um conector HDMI / MHL, fones de ouvido digitais, tecnologia Digital Living Network Alliance (DLNA) incorporada ao sistema Wi-Fi e um segundo dispositivo USB. porta com capacidade de carregar até um 2.1-amp na parte de trás do console.
O modelo 2017 do Yukon XL também recebeu mudanças semelhantes, mas com algumas exceções. Duas novas cores, Dark Blue Sapphire Metallic e Mineral Metallic foram introduzidas, sendo a última exclusividade da Denali, que também adicionou novas rodas de alumínio de 22 polegadas com pintura premium prata meia-noite e um head-up display para suas características. A luz de fundo interior mudou de vermelho para azul. O motorista aquecido e ventilado e assentos de passageiro dianteiros são agora standard nos SLT e versão do Denali.

### 2018
O Suburban do modelo de 2018 teve algumas atualizações e exclusões. As luzes LED diurnas tornaram-se padrão em todos os acabamentos, juntamente com uma nova cor, castanho havana e aço acetinado metálico. O interior de cacau / mogno que foi combinado com o exterior metálico do pepperdust foi deixado junto com o carregamento de telefone sem fio / indutivo que fazia parte das versões niveladas luxuosa e de Texas edição LT. O ajuste de frota / nível comercial, que tinha menos recursos, é atualizado para incluir o MyLink, o HD Radio, o centro de informações de drivers multicoloridos, luzes diurnas de LED e um pacote opcional de alertas de motorista.
O Yukon Denali XL 2018 recebeu uma nova grade com uma aparência de camadas como as da Acadia e Terrain redesenhadas, com faróis de descarga de alta intensidade e luzes diurnas de LED. O design renovado fornece melhor fluxo de ar para o radiador, e quando menos ar de resfriamento é necessário, obturadores atrás da grade se aproximam para melhorar a aerodinâmica e aumentar a eficiência. O interior apresentava um novo acabamento em madeira de freixo que, segundo a GMC, dá à cabine uma aparência mais rica. Uma nova transmissão automática de 10 marchas foi acoplada ao seu motor V-8 de 6,2 litros e 6,2 litros, substituindo a transmissão de 8 marchas.

### 2019
O modelo 2019 do Suburban terá Havana Metallic e Tungsten Metallic deletados em favor de uma nova cor exterior Shadow Gray Metallic, enquanto o topo da linha Premier terá agora o nome exibido na porta traseira. A versão LS continua a tornar o HD Radio um recurso padrão, mas pode ser excluído se os clientes optarem pelo recurso OnStar.
O modelo 2019 do GMC Yukon XL adiciona três novas cores exteriores, Dark Sky Metallic, Pepperdust Metálico e Smokey Quartz Metallic, enquanto apaga duas outras, Mineral Metallic e Iridium Metallic. O GMC também apresenta dois novos recursos de pacote, Graphite Edition e Graphite Performance Edition, que estarão disponíveis somente no SLT.

### 2020
2020 será o ano final do modelo tanto para o Suburban quanto para o Yukon XL, os quais não deverão sofrer alterações e terão um mandato reduzido. Houve especulações da indústria de que o modelo 2020 irá aperfeiçoar a aerodinâmica, introduzindo cortinas de ar frontais para melhorar a eficiência e reduzir o arrasto. O Suburban e Yukon XL, modelo 2020, verão a eliminação de mensagens de texto nos sistemas de info-entretenimento, substituindo-o por Apple CarPlay e Android Auto.

### Edições de Assinatura
A partir do modelo de 2018, a Chevrolet começou a oferecer o pacote / acabamento “Signature Edition” do Suburban. Cada uma das versões especiais está disponível nos acabamentos de nível LT e Premier.

#### Edição Z71 e Texas
Em 26 de setembro de 2014, a Chevrolet estreou o Z71 Suburban atualizado na Feira Estadual do Texas, juntamente com a estreia do Texas Edition Suburban, o último devido ao Texas ter as maiores unidades de Suburbans vendidas nos Estados Unidos (a partir de agosto de 2014). as vendas dos SUVs da Chevrolet no Texas aumentaram 37%) e para celebrar o 60º aniversário da fábrica da GM em Arlington Assembly; a produção do Z71 Suburban começou em outubro de 2014.
Tal como nos Suburbans Z71 anteriores, esta versão continuou a ser oferecida apenas com um patim 4WD LT, com placa dianteira antiderrapante, pneus off-road montados em jantes de 18 polegadas, uma grelha única, estribos e identificação "Z71" no interior e Fora. Faróis de nevoeiro, ganchos de reboque dianteiros e assistência de estacionamento frontal também estão incluídos. O pacote 2016 Z71 foi modificado novamente, pois partes dos itens Z71 adicionados ao pacote Texas Edition como um recurso opcional por solicitação dos clientes foram descontinuadas, tornando-o um pacote independente.
O Texas Edition Suburban, que se tornou parte da linha Texas Edition junto com Tahoe e Silverado, estava disponível nos modelos LT e LTZ para o modelo 2015, apresentando um pacote de reboque máximo, rodas de alumínio polido de vinte polegadas (nos modelos LT), jantes de alumínio pintadas de 22 polegadas (nos modelos LTZ) e um distintivo exclusivo "Texas Edition". Para o modelo de ano de 2016, a Chevrolet descontinuou o pacote LTZ, mas modificou o pacote LT sem os recursos solicitados do Z71.

#### Edição Assinatura LT
O Suburban LT Signature Edition é uma versão de pacote opcional, similar ao pacote de luxo, mas com recursos menos caros, disponível somente na versão do LT.

#### Edição de Midnight
A Midnight Edition Suburban, um pacote opcional todo em preto disponível nas versões 4WD LT e Z71, foi lançado para o modelo 2017. Essa versão tornou-se parte do recurso Signature Edition Suburban no modelo de 2018.

#### Premier Plus
Em 13 de agosto de 2018, a Chevrolet introduziu uma versão mais atualizada do acabamento topo de linha Premier do Suburban, embalado como o Premier Plus, com um motor de 6,2 litros, emblemas clássicos de gravata borboleta, crachá de identificação cromada e novo polido. Rodas de 22 polegadas. O interior é exclusivo para esses modelos, ostentando assentos dianteiros em couro preto e mogno aquecido / ventilado, acabamento guarnição Jet Black, head-up display e um cluster de oito polegadas. O exterior apresenta trilhos transversais padrão, degraus de potência cromados e pontas de escape cromadas.

#### Edição RST
Em 6 de abril de 2017, a Chevrolet anunciou que adicionaria um novo pacote ao Suburban do modelo de 2018 com a introdução do Suburban de edição especial RST (Rally Sport Truck). Originalmente, no momento do anúncio, ele deveria estar disponível como uma opção para as versões LT e Premier como um Pacote de Desempenho que incluía um motor V-8 de 6,2 L, um motor de 420 L, um Controle de Passeio Magnético com calibração de desempenho e uma transmissão automática de 10 velocidades Hydra-Matic 10L80 totalmente nova. O comunicado de imprensa também detalhou recursos adicionais; Os elementos cromados estão ausentes enquanto as grades da cor da carroçaria rodeiam a porta e os puxadores, juntamente com uma grelha preta brilhante e tampas espelhadas, barras de tejadilho pretas, caixilhos das janelas, emblemas e bowling Chevy, uma jante exclusiva de 22 polegadas envolvida na Bridgestone P285 / 45R 22 pneus, um sistema de escape de desempenho Borla, maciço vermelho dianteiro Brembo seis pistões, pinças de alumínio fixos com pastilhas de freio fixando em maior do que stock 410 mm × 32 mm rotores Duralife, juntamente com um Aumento de 84% na área de pastilhas de freio e aumento de 42% na área do rotor para aumentar a capacidade térmica do sistema.
No entanto, após o comunicado de imprensa, a Chevrolet confirmou que o Suburban RST estaria disponível apenas como pacote de aparência, já que o motor 6.2L não seria usado no modelo de 2018. Mas em 4 de maio de 2018, a Chevrolet expandiu o pacote RST para o Suburban como uma opção para o modelo de 2019 que agora incluirá a transmissão automática de 10 velocidades e o motor 6.2L, revertendo uma decisão tomada pela GM. A versão embalada foi colocada à venda em julho de 2018.

### Vendas
O interesse na 11ª geração redesenhada do Suburban também se traduziu em vendas crescentes. Em abril de 2014, houve um aumento de 109,8%, com a maioria dos revendedores informando que os veículos estão sendo vendidos dentro de 10 dias após a chegada nos lotes da concessionária, com os clientes optando pelo modelo LTZ totalmente carregado, tornando-se uma das marcas de mais vendidas da Chevrolet em 2014. A 11ª geração da Suburban também está a venda no Oriente Médio, onde em agosto de 2014 registrou um aumento de 37% nas vendas, com a maioria das compras vindas da Arábia Saudita (65%), Emirados Árabes Unidos (15%) e Catar. (108%). Até o final de setembro de 2014, a GM vendeu mais de 4101 unidades do Suburban (até 50,1%), enquanto o Yukon XL registrou 2165 unidades vendidas (alta de 64%), com a GM ostentando que 80% dos veículos vendidos eram seus grandes SUVs.
No Canadá, as vendas do Suburban atingiram 966 unidades (até 43%) em 2014, embora o Yukon XL seja o mais vendido naquele país com 1.760 veículos vendidos (até 50,3%) no mesmo ano. No geral, eles respondem por 70% das vendas de SUV da GM Canadá em 2014.
Em 17 de agosto de 2015, a GM confirmou planos de aumentar a produção em seus grandes SUVs, especialmente no Suburban / Yukon XL, devido aos preços mais baixos do gás e  pen adicionando mais horas e aumentando sua produção de 48.000 SUVs para 60.000 com base nas horas de expansão e acrescentou turnos de horas extras de sábado.
O Suburban de 2017 teve seu maior aumento de vendas em janeiro de 2017, quando registrou um ganho de 72,3% (5.634 unidades), o maior de todos os níveis desde janeiro de 2008, quando tinha o Suburban 2008.

## Décima Segunda Geração (2021-presente)

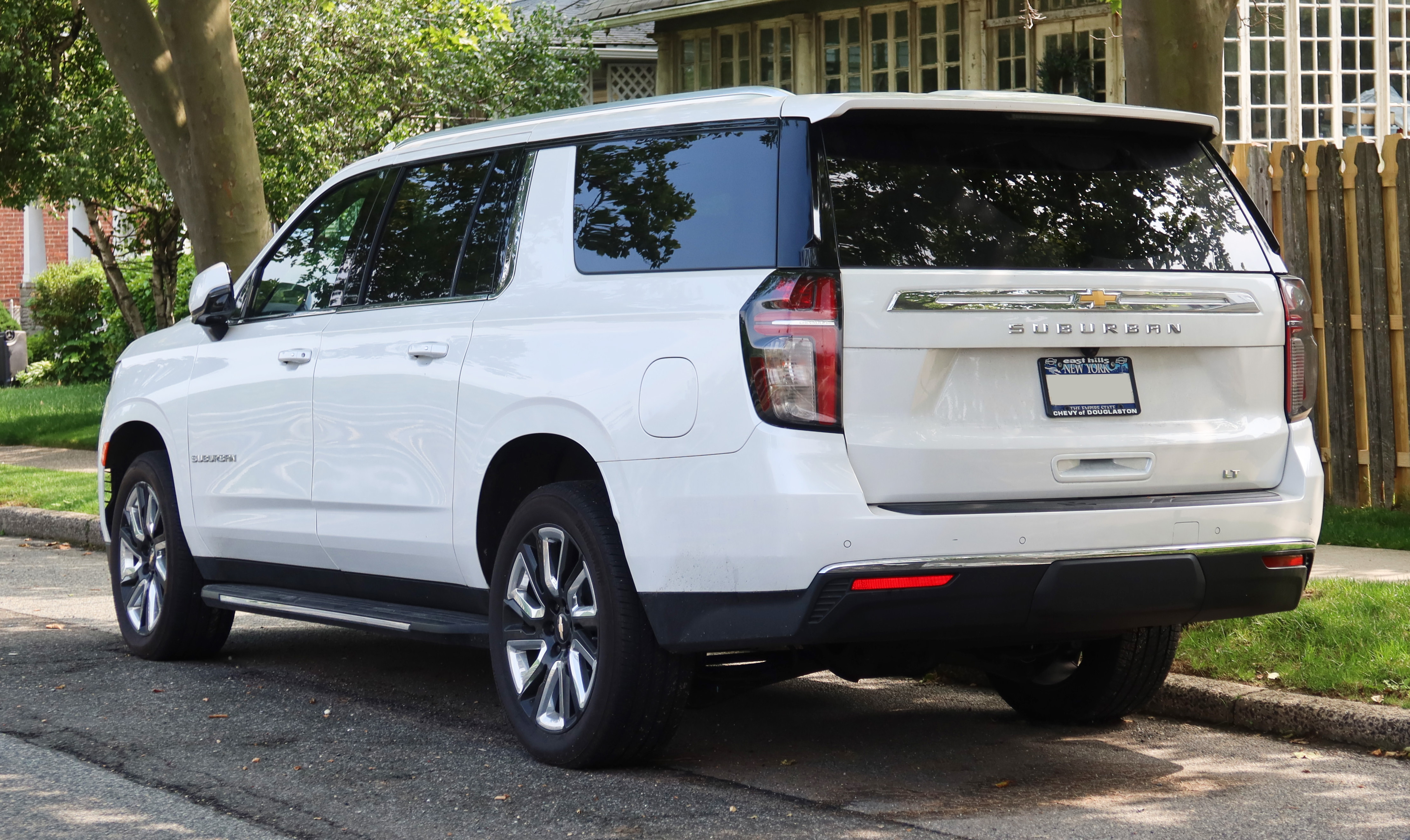
Traseira

Em 10 de dezembro de 2019, a Chevrolet apresentou a décima segunda geração do Suburban na Little Caesars Arena em Detroit, Michigan. Desta vez, a GM optou por apresentar primeiro os SUVs da Chevrolet. O GMC Yukon XL foi lançado posteriormente em 14 de janeiro de 2020. O Cadillac Escalade de quinta geração fez sua estreia em 4 de fevereiro de 2020. Originalmente programado para começar em abril de 2020, a GM iniciou a produção do Suburban em 18 de maio de 2020. Eles começaram a entrar nas concessionárias em junho de 2020 como modelo 2021
Baseado na mesma plataforma GMT T1XX do Silverado 1500, o Suburban se destacou ao trocar o eixo motorizado e as molas de lâmina da caminhonete por uma configuração de suspensão multilink traseira independente com molas helicoidais, reduzindo assim o piso do veículo e criando mais espaço, em ambos a área de carga e os assentos da segunda e terceira fileiras.

## Segurança

### 2007–14
Para o modelo de 2009, o Suburban recebeu a melhor avaliação de 5 estrelas da NHTSA (National Highway Traffic Safety Administration) nas categorias motorista / passageiro frontal e motorista / passageiro lateral.
NHTSA Chevrolet Suburban crash test resultados (Para modelos de 2009):
- Motorista Frontal:
- Passageiro Frontal:
- Motorista Lateral:
- Passageiro Traseiro Lateral:

- 2WD Rollover:
- 4WD Rollover:

### 2015 – presente
Para o modelo 2015, o Suburban recebeu uma classificação NHTSA de 4 estrelas no total, com as categorias motorista lateral / passageiro recebendo 5 estrelas. (Devido a testes mais rigorosos, 2011 e classificações de modelos mais recentes não são comparáveis aos ratings de 1990 a 2010). A NHTSA forneceu os modelos de 2016 com 4 estrelas no total em sua análise, semelhante à revisão de seus modelos de 2015.
NHTSA Chevrolet Suburban crash test resultados (para modelos de 2015):
- Motorista Frontal:
- Passageiro Frontal:
- Motorista Lateral:
- Passageiro Traseiro Lateral:
- 2WD Rollover:
- 4WD Rollover:

2016 GMC Yukon Denali on NHTSA
- Geral:
- Motorista Frontal:
- Passageiro Frontal:
- Motorista Lateral:
- Passageiro Lateral:
- Rollover AWD:

## Aplicações militares

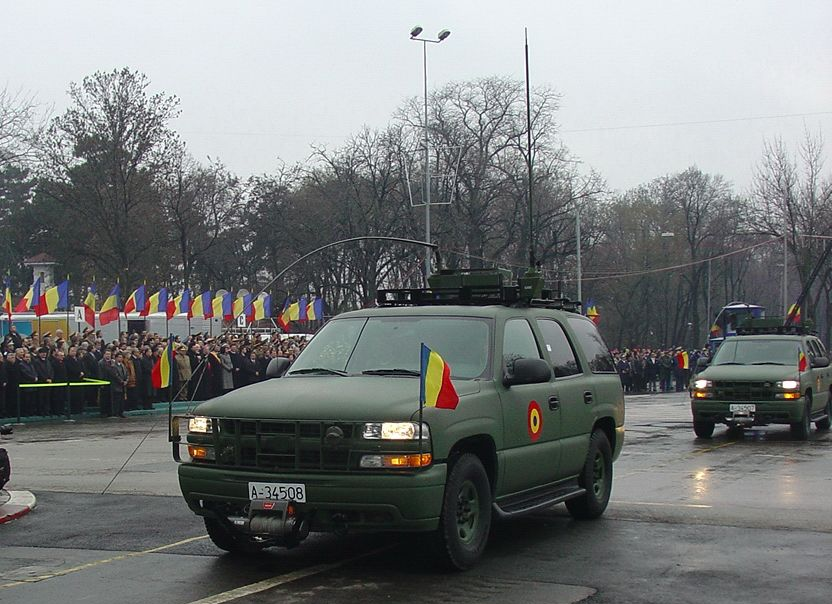
Chevrolet LSSV

Quando a produção do CUCV II terminou em 2000, a GM redesenhou-o. A nomenclatura da CUCV foi mudada para Light Service Support Vehicle em 2001. Em 2005, a produção da LSSV mudou para a AM General, uma unidade da MacAndrews e da Forbes Holdings. O LSSV é um Chevrolet Silverado 1500, Chevrolet Silverado 2500 HD, Chevrolet Tahoe ou Chevrolet Suburban que é movido por um motor turbo diesel Duramax de 6,6 litros. Como a GM redesenhou periodicamente seus SUVs e caminhonetes civis de 2001 até o presente, os LSSVs também foram atualizados.
A militarização das caminhonetes / SUVs padrão da GM para se tornarem LSSVs inclui mudanças externas como pintura CARC (Forest Green, Desert Sand ou Camuflagem de 3 cores), luzes de blecaute, pára-choques militares, proteção de escova, receptáculo escravo NATO / reboque da OTAN, um gancho, guinchos de reboque e um sistema elétrico de 24/12 volts. O painel tem controles e placas de dados adicionais. O caminhão também pode ser equipado com suportes de armas na cabine, ganchos de amarração de carga, assentos dobráveis, ferramentas pioneiras, guinchos e outros acessórios militares. No exército canadense esses veículos são apelidados de "Milverado".
A opção Enhanced Mobility Package (EMP) acrescenta uma suspensão aprimorada, freios antibloqueio de 4 rodas, um diferencial traseiro de bloqueio, pneus de trava, um sistema de monitoramento da pressão dos pneus e outras atualizações. Cerca de 2.000 unidades de LSSV foram vendidas para organizações militares e policiais dos EUA e internacionais.

### Variantes
- Carga / transporte de tropa (2 portas, cabine estendida ou Silverado de 4 portas) [115]
- Transportador de carga / tropa / veículo de comando (Tahoe de 4 portas) [115]
- Carga / Tropa / Veículo de Comando / Ambulância (Suburban de 4 portas) [115]